# 北海道北見バス
北海道北見バス株式会社（ほっかいどうきたみバス）は、北海道北見市に本社を置きオホーツク管内を中心にバス事業等を行う企業である。
太平洋戦争最中に網走管内のバス事業者統合により発足した北見乗合自動車株式会社が前身で、北見バス株式会社の自主再建断念によるバス事業の受け入れ先として設立された。

## 歴史

### 旧・北見バス
網走管内では大正末期から昭和初期にかけてバス事業者が次々と誕生したが、設備が不十分で規模も小さく、物資不足の影響などもあり計画通りに運行できないことが多かった。北海道庁は1942年（昭和17年）10月12日、北海道における旅客自動車運輸事業統合要綱（いわゆる戦時統合）を発表。乱立気味であったバス事業者を7地域に分け、各地域で1社に統合する準備が進められた。網走管内はこの時点で13の事業者があり、このうち12事業者が統合し北見乗合自動車株式会社が誕生。1943年（昭和18年）5月7日に譲渡譲受が認可となり、同年5月28日より営業を開始した。
設立時の会社概要
本社所在地：北海道北見市大通西6丁目874
資本金：35万円
従業員数：64人
車両：32台。
営業所：北見営業所、留辺蘂営業所、温根湯営業所、佐呂間営業所、常呂営業所
被統合事業者（所在地）
野付牛自動車株式会社（北見市）
1931年（昭和6年）3月に旭タクシーと野付牛自動車商会が合併し設立。野付牛（現・北見）から留辺蘂、津別、常呂、端野までの路線バスや観光バスを運行した。北見乗合自動車の母体となった会社である。
湧別自動車合資会社（下湧別村）
1922年（大正11年）より個人が下湧別から上湧別まで運行。後に計呂地13号、沼の上へも走らせた。1933年（昭和8年）に後に北見バス社長となる多田倍三により買収され合資会社が発足。多田は1941年（昭和16年）6月に遠軽自動車、丸瀬布自動車、生田原自動車を買収し傘下にしている。
遠軽自動車合資会社（遠軽町）
昭和初期に個人が遠軽から上芭露まで運行。1931年（昭和6年）には遠佐自動車合資会社を組織し芭露・富武士まで延長したほか、遠軽駅前から奥社名淵までも運行。1937年（昭和12年）より遠軽自動車でも遠軽から芭露、奥社名淵までで運行した。1941年（昭和16年）6月より両社統合の上で湧別自動車の傘下となる。
丸瀬布自動車合資会社（遠軽町）
昭和初期より丸瀬布から鴻之舞まで運行。1941年（昭和16年）6月より湧別自動車の傘下となる。
生田原自動車合資会社（生田原村）
1926年（大正15年）より個人が下生田原（現・安国）から中佐呂間（現・佐呂間）まで運行。1931年（昭和6年）に常呂まで延長された後に合資会社を設立しトラックやハイヤーの運行も行った。1941年（昭和16年）6月より湧別自動車の傘下となる。
佐々木自動車合資会社（紋別町）
大正末期に個人が紋別から鴻之舞まで運行。1938年（昭和13年）2月4日に合資会社を設立している。
合資会社温根湯自動車会社（留辺蘂町）
1919年（大正8年）9月15日に個人が網走管内で初めてバス事業を開始。温根湯から野付牛までの免許を得たが、悪路により留辺蘂まで運行するのがやっとの状態で、留辺蘂と野付牛の間は一度も運行できなかった。石北東線開通前の1925年（大正14年）には遠軽駅から丸瀬布までも運行。1927年（昭和2年）に同区間が開通したことから丸瀬布から白滝までに変えて1932年（昭和7年）まで運行された。1931年（昭和6年）に温根湯と留辺蘂の間で競合運行していた別個人と合併し合資会社を設立。同年には滝上村に進出し北見滝ノ上から札久留、本流までの運行を行ったが1933年（昭和8年）に撤退している。
留辺蘂自動車株式会社（留辺蘂町）
個人が1927年（昭和2年）より留辺蘂から中佐呂間まで運行。1929年（昭和4年）に路線免許や車両等すべてを留辺蘂自動車へ譲渡し、自らが社長となって引き続き運営された。
菊池自動車（置戸村）
個人が1937年（昭和12年）より置戸から上置戸（現・勝山）までを運行。自らハンドルを握ったが、応召によって休止となった後に戦病死したことから1942年（昭和17年）に別個人が相続し再開。さらに菊池自動車への売却を経ている。
三株式会社網走自動車商会（網走町）
個人が1928年（昭和3年）頃より網走から常呂までを運行。同じ頃に三合名会社網走自動車商会が網走市街線を運行した。1935年（昭和10年）に合併し株式会社化され、トラックやハイヤーの運行も行われた。
藻琴乗合合資会社（網走町）
1926年（大正15年）7月頃より東藻琴から藻琴までを運行。トラック事業も行っていた。
横道自動車（小清水村）
北見鉄道が1938年（昭和13年）8月8日よりバス事業を開始したが、鉄道廃止を経て1940年（昭和15年）3月4日に横道自動車へ事業譲渡。小清水から止別、古樋（現・浜小清水）、札鶴（現・札鶴）までを運行した。
美幌自動車合資会社（美幌町）は、1929年（昭和4年）4月1日より個人が美幌市街線を運行。1934年（昭和9年）3月には野付牛自動車から出資を受けて合資会社を設立。この他に弟子屈村の合資会社畑江工業が弟子屈から美幌峠を越えて美幌まで運行していた。美幌自動車は釧路市の東邦交通（現・くしろバス）が統合先となり、1944年（昭和19年）4月15日に東邦交通美幌営業所へ変更。分社を経て阿寒バス美幌営業所として営業を行う。
路線：
- 運行：北見 - 留辺蘂・端野一区・常呂、留辺蘂 - 温根湯・中佐呂間、常呂 - 中佐呂間、下湧別 - 上湧別、中湧別 - 上芭露、置戸 - 上置戸、網走市街甲、東藻琴 - 藻琴、小清水 - 古樋、丸瀬布 - 鴻之舞、紋別 - 鴻之舞
- 休止：北見 - 津別、遠軽 - 中佐呂間・芭露・奥社名淵、網走市街乙、網走 - 常呂、小清水 - 札鶴

#### 営業開始
状態が悪い車両や燃料不足などがあり、休止路線以外でも運行できない路線が多かった。これ以上営業を続けては会社が駄目になってしまう状態で終戦を迎え、海軍航空隊小清水分隊から車両18台の委託を受けたことによりここからエンジンやパーツなどを転用し活路を見出した。燃料の供給は不足気味ながらあったものの大量の不純物が混入した粗悪品で、この不純物を除去するのがまた大変な仕事であった。仕方なく木炭燃料車に切り替えられたが馬力不足は顕著で、坂道や峠越えでは乗客が下車し後ろから押す状態であった。徐々に各種統制が解除され燃料供給が安定し始めたため、木炭車は1950年（昭和25年）9月までに全廃された。また、1946年（昭和21年）9月20日に商号を北見バス株式会社に変更した。
12月から3月の積雪期は、道路状況が悪く除雪が不十分であったため大半の路線が冬期運休となった。主要幹線は運行したが北見バス自らが手配し除雪を行うこともあった。留辺蘂から温根湯までの約10 kmに除雪要員を約300人を配置したが、1日かかって1車線分の走路を確保してもすぐの吹雪で翌朝には再び雪野原と化し、運行できた日より除雪に要する日が上回るほどであった。当時長距離路線のひとつであった北見から常呂までは吹き溜まりが発生しやすく峠があることもあって、途中の民家や車中で一夜を明かすなど46時間かかって運行したこともあった。1950年（昭和25年）には各市町村に除雪協力会が設置され、北見バスもこれに参画し機材提供を行うなど除雪体制の充実を図ったところ、1955年（昭和30年）には冬期運行予定の80 %を確保できるまでになった。現在では道路管理者が主体となり除雪体制が整備されていることから、吹雪による一時的な運行見合わせはあっても数日間の運休はほとんど発生しない。
同時期に北見バスから切り離し・独立の動きがあり、東藻琴村では殖民軌道藻琴線で客貨分離する方針を打ち出し、1950年（昭和25年）6月15日付で車両1台と東藻琴から藻琴までの運行権を買収。発足前の藻琴乗合を分離独立させた形となった。網走市では統合後運休していた網走市街線などを再開させるため北見バスに働きかけ、1949年（昭和24年）11月1日に網走営業所が設置された。路線網の整備や支社化を経て1952年（昭和27年）1月25日に網走バスが発足。統合前の網走自動車商会と横道自動車を分離独立させたかたちとなった。北見バスは関連していないが1949年（昭和24年）に北紋バスが発足しており、鴻紋軌道を経て丸瀬布自動車と佐々木自動車の後を引き継いだ形となっている。

#### 東急グループ入り、関連事業進出

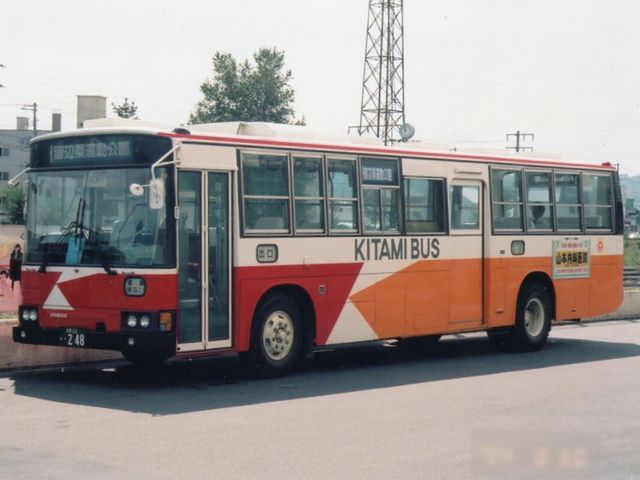
社章をグループで統一（後部中央）

1959年（昭和34年）5月21日、東京急行電鉄（東急）の傘下となり東急グループ入りした。これまでの北見バスは労使関係も良好で健全経営を行っていたことから、市民の間では驚きとともに当時北見市長であった伊谷半次郎が持株を東急へ売り渡したからだという噂が流れた。後に伊谷の判断で東急傘下となったことが明らかになる。
東急は五島慶太の下で北海道内企業の買収に乗り出しており、1957年（昭和32年）に定山渓鉄道（現・じょうてつ）と函館バスを傘下に納めた後、北海道中央バスの買収に失敗。矛先を道東・道北に転じたところで、国立大学誘致を目論んでいた伊谷と北見バスの株を抑えたい五島の呼吸が一致。伊谷がまとめ役になって以降東急の株買い占めは急速に進み、1958年（昭和33年）12月には過半数を取得した。翌年4月に伊谷は北見工業短期大学（現・北見工業大学）建設のため五島に1億円の寄付を申し込んだところ、ほぼ了解を得たことを市民に公表した。東急グループ入りにより東急から役員や上級管理職員が送り込まれ、厳格な労務管理体制を施した。
東急は宗谷バス、斜里バス、網走交通、北紋バスも傘下に治めて道東・道北地区でのシェアを大きく拡大。同時に合理化・体質改善・経営多角化を推し進めた。北見バス関連では不動産事業や、子会社として「北見バス興産」を設立しスーパーマーケット事業等に進出。他に北見東急インやきたみ東急百貨店など東急関連企業が次々と進出し、北見市は「東急の城下町」と言われるまでになった。
1963年の会社概要
本社所在地：北海道北見市大通西2丁目15
資本金：1億円
従業員数：730人
車両：193台
営業拠点：北見営業所（傘下に1営業所、5駐車所）、遠軽営業所（傘下に2営業所、2駐車所）、美幌営業所（傘下に2営業所、1出張所、3駐車所）、留辺蘂営業所（傘下に3営業所、1駐車所）

#### 労働争議
1960年（昭和35年）9月27日、北見バスに労働組合が誕生し市労協に加盟したが、1963年（昭和38年）には日本私鉄労働組合総連合会（私鉄総連）加盟を目指す若手グループにより執行部に批判的な「ドングリ会」ができた。北見バスは1964年（昭和39年）8月5日にドングリ会執行委員に対して就業規則違反として解雇など懲戒処分を課したが、これが発端となり「北見バス争議」が発生。臨時大会では執行部全員が辞任し私鉄総連派が三役に暫定就任したが、これに反発する組合員が前日に脱退し第二組合を結成、分裂した。第二組合は会社側に寄った元々の流れを汲む組合であるが、新たに出来たことから新労と呼ばれ345人が加盟。第一組合は新労に対して旧労と呼ばれ324人が加盟した。旧労はストライキ（スト）を実施し組合員の引き抜き合戦を展開。本社前に到着した営業中の貸切バスではハンドルの取り合いを行い乗客を唖然とさせた。先の懲戒処分では和解勧告が示されたが会社側が拒否。旧労は1965年（昭和40年）1月1日にエンジンキーや車検証を保管しバスの運行を出来なくする戦術をとったところ、会社側は翌1月2日に和解勧告を全面的に受け入れ解決を見た。
同年7月8日には春闘スト時の賃金カットに反発し午前0時より無期限ストに突入。7月12日からはバスの運行を阻止するピケ戦術を展開し、他労働組合の応援を含め600人のピケ隊が構成された。労使双方が歩み寄りを見せず膠着状態のまま時間が経過。7月17日午前7時に警官隊が突入し逮捕者を出す事態となり、泥沼化する労働争議に労使双方が批判に晒された。
1973年（昭和48年）頃より会社側は新労へのあからさまな優遇策をとらなくなり、旧労と新労を同等に扱うようになってきた。1975年（昭和50年）以降、美幌営業所所属の新労組合員の半数以上が旧労に復帰するなど大量復帰の動きがあり、復帰者を制限するほどであった。1977年（昭和52年）4月30日に旧労は機関紙を通じて事実上の組織統一を宣言し、12年余りに及ぶ労働組合分裂に幕を閉じた。

#### 路線網の動き

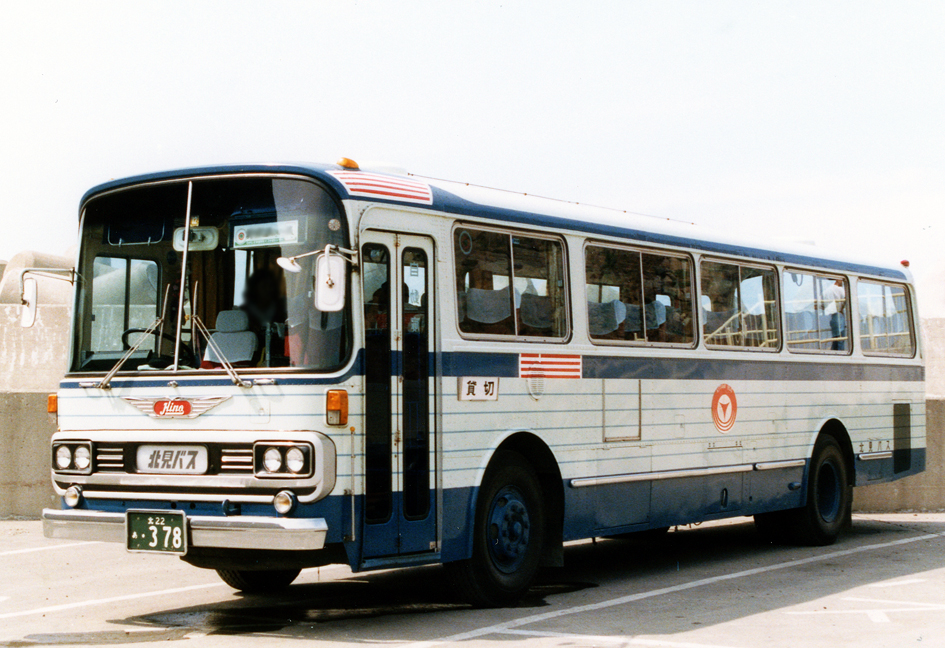
路線・貸切を問わず長らく使われたブルーリボンカラー

網走管内の事業者を寄せ集めで発足したため営業路線が連続しておらず、路線網の整備が急がれた。統合後最初の新規路線は1944年（昭和19年）6月23日免許の温根湯から伊頓武華鉱山二又までの伊頓武華線で、1948年（昭和23年）3月12日免許の北見から置戸までの置戸線、1950年（昭和25年）9月28日の網走から古樋までの古樋線免許により離れ小島状態は解消された。その後も北見から美幌、開成経由津別、栄森経由美幌、端野経由日吉や網走、紋別への長距離路線、各町村内や近郊路線がなどが開設された。ほかに観光路線として1958年（昭和33年）11月18日に北見相生から阿寒湖畔まで路線延長し阿寒線を、1959年（昭和34年）2月13日にイトムカ大町から上川駅前まで路線延長し層雲峡線を開設。北見経由で上川から阿寒湖畔までの直通便も運行され、大雪山国立公園と阿寒国立公園の間を1台のバスで移動できる周遊ルートができている。1963年（昭和38年）には遠軽から湧別・計呂地・サロマ湖沿岸を経由して常呂駅までを結ぶサロマ湖観光線が開設された。北見市内線は1959年（昭和34年）4月3日に本社前から柏陽高校まで運行したのが最初である。
しかし、昭和30年代後半から自家用車の急速な普及や過疎化の進行により乗客が減少傾向となり、路線維持補助金を受けてもなお赤字の路線を中心に改廃が進められることになった。各町村内を含む過疎地路線や主要道路から分岐する枝線系統の多くが対象となり、佐呂間町内は1971年（昭和46年）までに遠佐線・佐呂間線を除き、津別町内は1973年（昭和48年）までに津別線・相生線・阿寒線を除き、湧別町内は1974年（昭和49年）までに湧別・紋別線を除き廃止され、各自治体が廃止代替バスを運行している。この他でも路線廃止・自治体が引き継いだ路線があり、白滝村では1970年（昭和45年）4月1日の路線廃止による代替はスクールバスで行ったためバス路線自体が消滅している。各地の営業所や駐車所は路線縮小により順次閉鎖された。

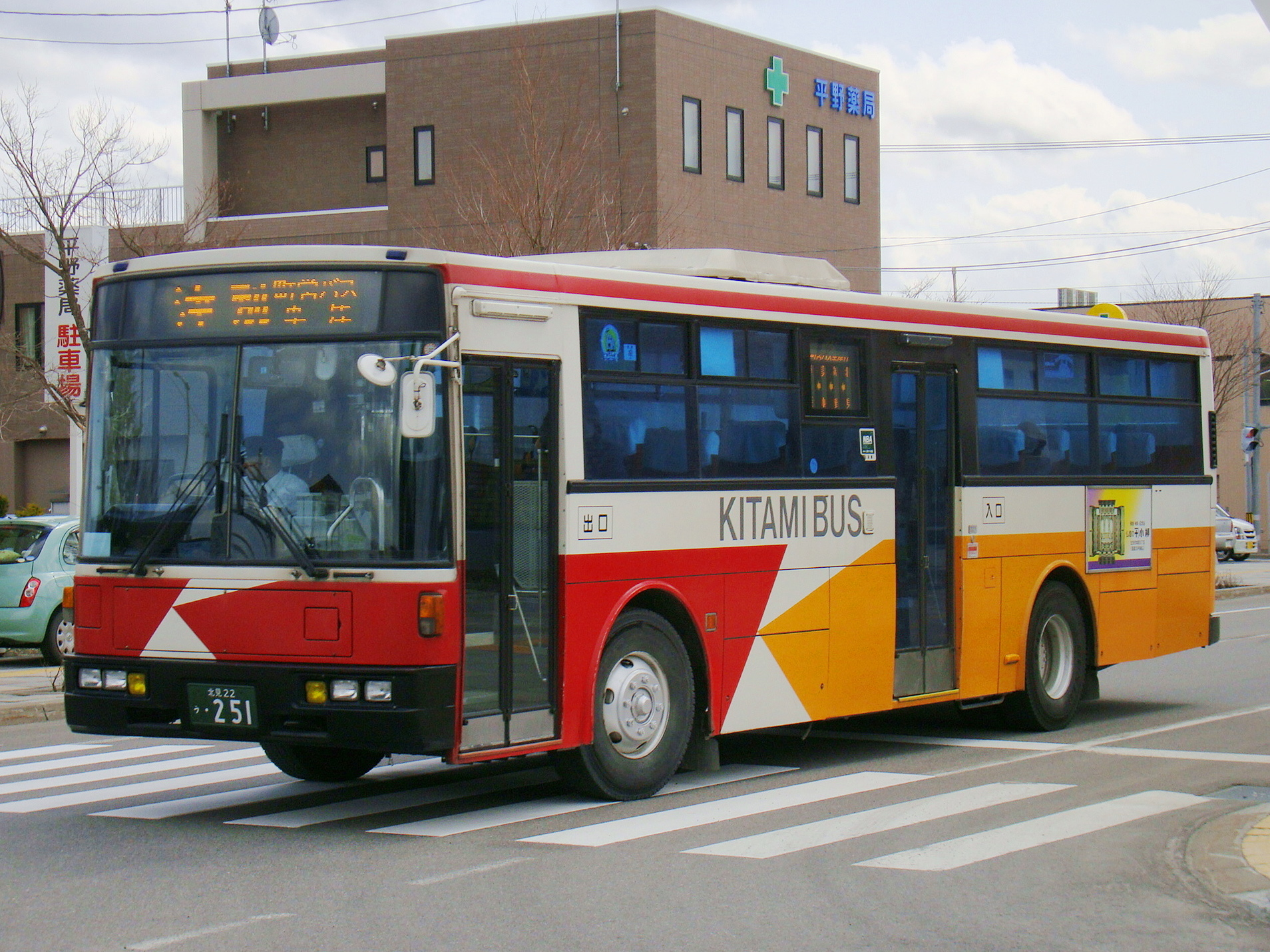
1980年代から使われた路線車塗装

昭和50年代に入っても乗客減少は止まらず、1981年（昭和56年）度は網走管内の路線バス事業者5社のうち黒字決算となったのは1社のみであった。この間に数度の運賃値上げを行ったが改善されず、1984年（昭和59年）10月1日に留辺蘂から置戸までの秋田線が廃止されたほか、北見近郊路線においても路線短縮等を行った。度々の運賃改定に運輸省は乗客サービスの向上を指導。北見市内均一運賃定期券の記名式から持参人式への変更、昼間割引回数券の対象時間拡大などが行われたが、1986年（昭和61年）11月1日には国鉄石北本線に西北見駅（北見緑陵高校最寄り）と愛し野駅（北見商業高校最寄り）が開設され、安定的な定期券収入が見込める通学客が安価な鉄道に転移するなど大きな影響を受けた。

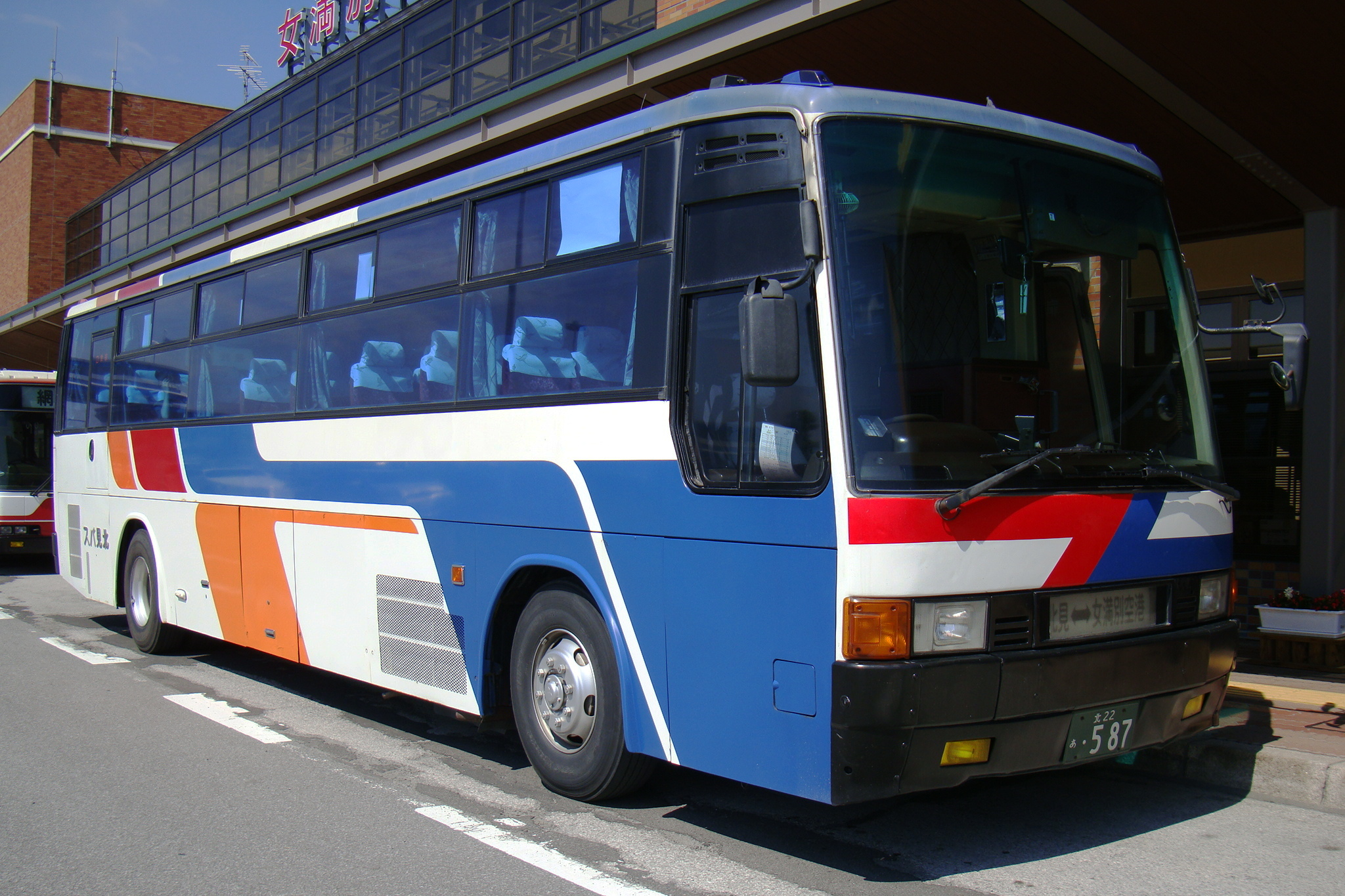
運行開始時の車両 トイレ付車導入により他路線へ転用

1987年（昭和62年）9月、道北バスと共同で旭川とを結ぶ都市間バス路線の開設を申請した。10月に認可となり11月2日より「特急石北号」として両社1往復ずつの2往復で運行を開始。運賃の安さや45人乗りの専用車両投入が奏効し好調な滑り出しを見せた。これに対し北海道旅客鉄道（JR北海道）では1988年（昭和63年）3月19日より、それまで繁忙期に運行していた急行「大雪82・83号」を急行券が不要な特別快速に変更し、付帯サービスを都市間バスに近づけた専用車両を用いた「きたみ」の運行を開始。特急「オホーツク」と大差ない所要時間で運行され、こちらも好調なスタートを見せた。特急石北号では同年5月1日より4枚綴りの回数乗車券を発行。同年11月22日より4往復に増やし、旭川からJR北海道の特急列車や北海道中央バスの「高速あさひかわ号」に乗り換えて札幌までも安価に行ける点などをアピールし対抗している。特急石北号の運行は増収に寄与したがそれ以上に一般路線の落ち込みが激しく、1989年（平成元年）度では名寄本線廃止に伴うバス代行引き受けによる大幅な増収を含めて前期比1.3 %の伸びとなった。

### 自主再建断念、新会社へ移行
慢性的な赤字体質に悩む北見バスは1998年（平成10年）2月16日に事業を抜本的に整理する方針を固め、同年5月28日に経営再建計画を発表した。沿線人口の減少やモータリゼーション化の進行による乗客減少、バブル崩壊による関連事業の不振が続き、路線維持補助金を受けてもなお採算割れの状態となっていた。数年来2億円前後の赤字を余儀なくされており、同年3月期の決算では累積赤字額が24億9千万円に達していた。数年後に迫ったバス事業の原則自由化に備えて繰越欠損金の解消目処がつかない赤字体質を脱却させるべく、人員削減など合理化の上でバス事業は新たに設立する新会社へ、不動産事業は関連会社の北見東急ビルに譲渡するとした。
バス事業の新会社移行にあたっては、乗客に迷惑はかけないと路線の減便や廃止は行わないが、このためには第三セクター的な運営を行いたいとして沿線自治体に出資を求めた。経営参画はどこまでなのか、路線維持補助金と二重経費になるといった意見が相次ぎ頓挫。こうした中で同年10月15日に東急100 %出資の北海道北見バス株式会社を設立し同年12月15日に新会社での営業を開始。北見バス株式会社は残務整理後、1999年（平成11年）3月31日をもって解散となった。
関連事業では、北見バス興産が運営する北見東急ストアは網走市内の全店など不採算店舗4店を閉店。北見市内の採算ベースに乗っていた5店舗を札幌東急ストア100 %出資の株式会社北見東急ストアが1998年（平成10年）4月に引き継いだが、2003年（平成15年）1月31日をもって営業を終了した。北見バスが大きく出資する関連会社では、常呂町（現・北見市常呂町）のサロマ湖東急リゾートは2002年（平成14年）3月31日をもって営業を休止した後に株式会社阿寒グランドホテル（現・鶴雅リゾート株式会社）に売却。1989年（平成元年）8月に100 %出資で設立され1994年（平成6年）6月に営業を開始した東急ハーブヒルゴルフクラブは東急が全株を引き取った後、2004年（平成16年）2月に鈴木総本社（現・鈴木商会）に売却。サロマ湖鶴雅リゾート、北見ハーブヒルゴルフクラブに改称され現在も営業を続けている。

### 北海道北見バス

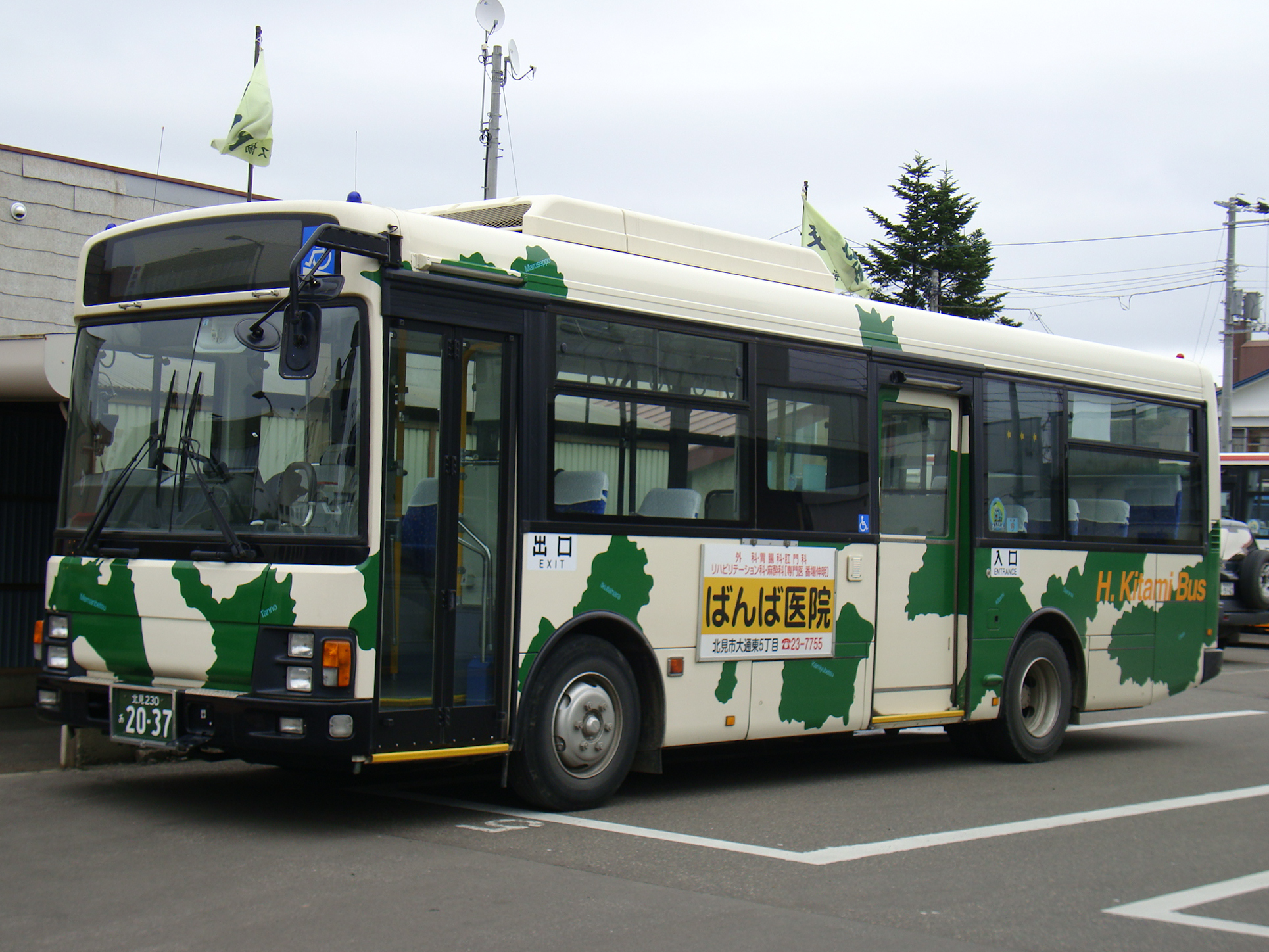
新会社移行後の路線車塗装

新会社移行後は、貸切バス事業は観光貸切を大幅に縮小し一般貸切に特化。路線バス事業は変更なく、車両は乗り入れ自治体のシルエットを模った塗装に変更し地域に密着した営業を行うアピールをした。2006年（平成18年）4月21日には北海道ちほく高原鉄道ふるさと銀河線廃止による陸別以北のバス代行引き受けにより約40年振りに陸別町へ乗り入れるなどの動きがあったが乗客の減少傾向は続いており、国庫補助金受給条件から外れ自治体単独補助となる路線が相次いだ。自治体は財政逼迫により補助金供出が難しくなっており、2008年（平成20年）には佐呂間町が取り止めを表明し2010年（平成22年）10月1日に佐呂間町から撤退となった。続いて遠軽町では国庫補助対象外路線への補助金供出取り止めを表明。佐呂間町より早く2009年（平成21年）10月1日に丸瀬布線と上芭露線が廃止となった。遠軽と北見を結ぶ遠北線は国庫補助対象路線であったが2010年（平成22年）度は対象から外れたことから遠軽町・北見市・北海道北見バスの3者で協議の結果2011年（平成23年）4月1日付で廃止され、北見営業所管内と遠軽営業所管内は一般路線では繋がらない状態となっている。2009年（平成21年）度で補助金を受けていない路線は北見市内線の4路線のみとなっており、引き続き厳しい状況となっている。

#### 東急グループ離脱

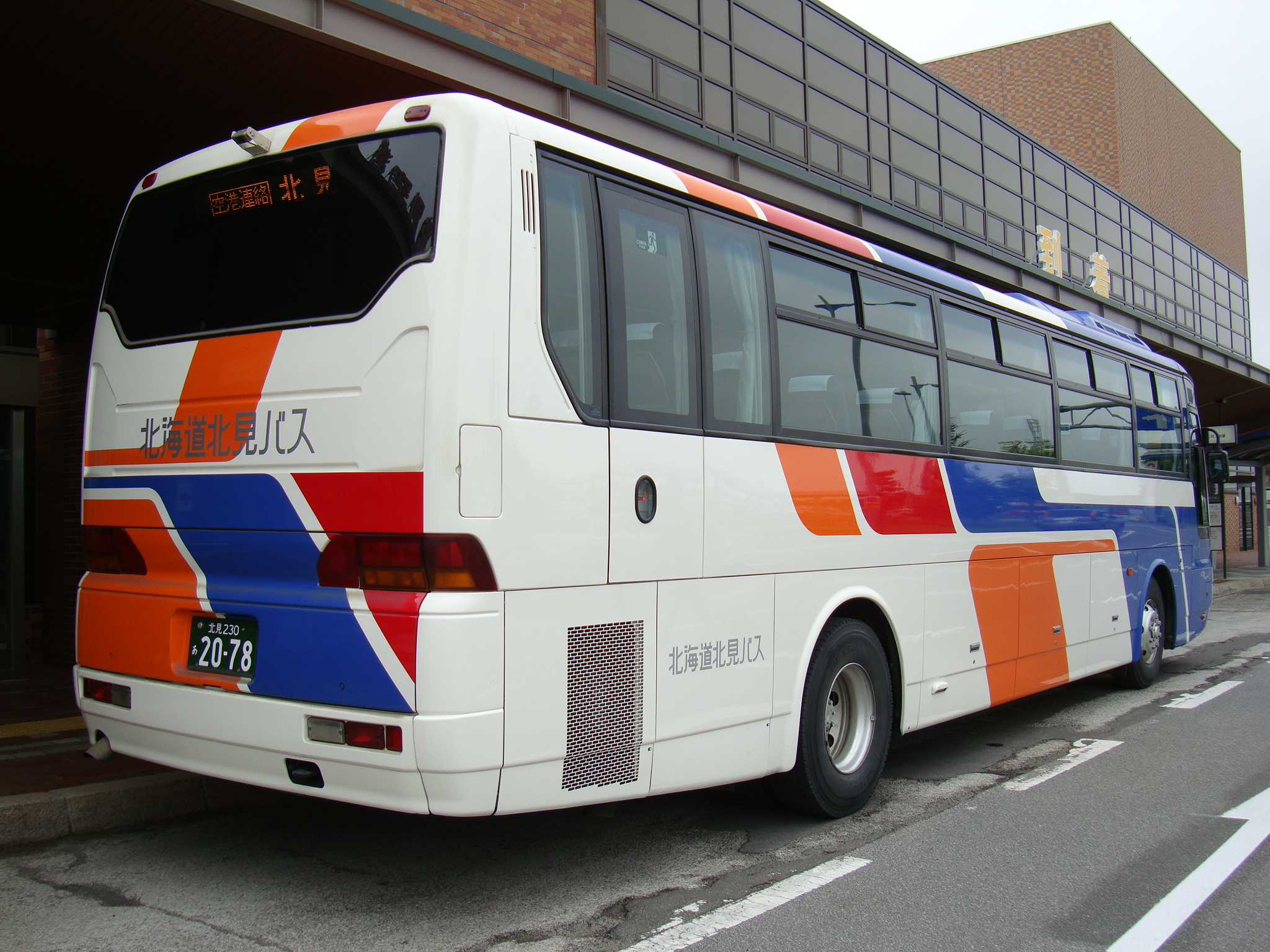
グループ離脱後の社名ロゴ 車体カラーは一部で引き続き共通カラーを採用

東急は2009年（平成21年）5月19日、地方バス事業の今後の発展が見込めないことや経営資源の東急沿線集中などを理由に、中期経営計画に基づき北海道北見バスを含むグループ8社の株をジェイ・ウィル・パートナーズが運営管理する合同会社に売却し傘下から外すことを発表した。同年10月1日付で東急グループから離脱となり、北海道内では最大9社を数えた東急グループのバス事業者はこれによりじょうてつのみとなった。
その他の東急グループ企業の撤退も進んでおり、北見市に本社を置く企業は北海道北見バスを最後に消滅。2010年（平成22年）3月をもっての北見東急イン営業終了により、網走交通や北海道東急ビルマネジメント（旧・東急ファシリティサービス、東急管財）など僅かとなっている。網走交通が北見市で行う事業のうち、不動産など一部は旧・北見バスが北見東急ビルに譲渡したもので、後の北見東急ビル解散により引き継いだものである。

#### 自社株を買い戻し地元運営へ
経営陣は2011年（平成23年）7月までに、ジェイ・ウィル・パートナーズから自社株を買い戻し傘下から離脱。1959年（昭和34年）に東急傘下となって以来52年振りに純粋な地元資本に復帰した。ファンドは株を長期保有する考えはなく、売却先によっては業務に支障を来たす恐れがあることなどが理由として挙げられ、代表取締役と常務取締役が金融機関からの支援を受けて全株を買い戻した。年間1億円以上の路線維持補助金を供出する北見市は、経営方針に不透明な部分があっただけにこれを歓迎した。北海道北見バスでは当面路線や雇用の維持を表明。今後は沿線住民のニーズに合った路線など経営判断の迅速化が図れるとしている。

#### 札幌観光バス傘下へ
その後、事業承継が難しいことなどを理由に、事業引き受け先を模索し2020年8月31日付けで札幌市を中心に貸切バスを運行する札幌観光バスに山村社長および佐竹会長が所有していた北見バスの株を譲渡し、札幌観光バスの完全子会社となった。

#### 旭川電気軌道と資本業務提携
2025年春、札幌観光バス、ジェイ・ウィル・パートナーズが管理運営する合同会社ジェイ・ジー・イ ーと共に旭川電気軌道のスポンサーに就任予定。

### 年表
- 1943年（昭和18年）5月28日 北見乗合自動車株式会社営業開始。
- 1946年（昭和21年）9月20日 商号を北見バス株式会社に変更。
- 1948年（昭和23年）11月 藻琴地区路線を分割し北海道庁殖民軌道藻琴線運行組合に譲渡。
- 1952年（昭和27年）1月25日 網走支社を分割し網走バスに譲渡。
- 1959年（昭和34年）5月21日 東京急行電鉄（東急）の傘下となる。
- 1970年（昭和45年）4月1日 東北海道貸切バス事業協同組合発足、加盟。
- 1998年（平成10年）
  - 10月1日 不動産事業を北見東急ビルへ譲渡[1]。
  - 10月15日 北海道北見バス株式会社設立[1]。
  - 12月15日 バス事業を北海道北見バスへ譲渡[1]。
- 1999年（平成11年）3月31日 北見バス株式会社解散。
- 2003年（平成15年）3月1日 一般路線バスにIC乗車カードシステムを導入しバスカード取扱開始。
- 2009年（平成21年）10月1日 東急が所有する株式をジェイ・ウィル・パートナーズ関連会社に譲渡、東急グループから離脱。
- 2011年（平成23年）7月 ジェイ・ウィル・パートナーズ関連会社が所有する株式を買い戻し。地元資本となる。
- 2020年（令和2年）8月31日全株式を札幌観光バスに譲渡し札幌観光バスの子会社となる。
- 2025年（令和7年）
  - 4月 - 旭川電気軌道、札幌観光バスと資本業務提携を締結[52]。
  - 10月4日 - 広島電鉄等で導入されているMOBIRY DAYSを導入（予定）。導入日をもって、既存のICバスカードへのチャージ・区間式定期券の販売を終了（予定）[53]。
- 2026年（令和8年）6月30日 - 既存のICバスカードサービス終了（予定）[53]。

## 事業所
すべて北海道に所在。
本社・北見営業所
北見市南町1丁目5-4
道路を挟んで向かい側の南仲町3丁目7番15号に北見整備工場を設置する。かつては大通西2丁目15番地に置かれていたが、きたみ東急百貨店（現：まちきた大通ビル）建設に伴い北見車庫が設置されている現在地に移転している。
北見バスターミナル
北見市大通西2丁目
北見駅に隣接。バス専用レーンと窓口、待合室等を設置する。まちきた大通ビル1階の一部を使用していたが、北見市都市再生整備事業に伴い2018年（平成30年）12月15日に駅前広場へ移転。
美幌営業所
網走郡美幌町美芳22-2
1950年（昭和25年）6月7日開設。
遠軽営業所
紋別郡遠軽町大通北1丁目2-33
北海道道244号・北海道道333号・国道242号交点に位置しており、北海道北見バスのほか共同運行・相互乗り入れ会社と遠軽町営バスが発着、最寄り停留所は「遠軽」で、都市間バスでは「遠軽バスターミナル」とも呼ばれる。1階は営業所とバス待合所、食堂等を設置。
1949年（昭和24年）12月15日に遠軽駅前に開設。駅前広場が狭く路線拡大によって手狭になったことから1959年（昭和34年）12月より旧遠軽警察署庁舎の現在地に移転。現在の施設は1989年（平成元年）の名寄本線廃止によるバス転換交付金を利用して建て替えられたもので、同年9月10日から供用開始した。

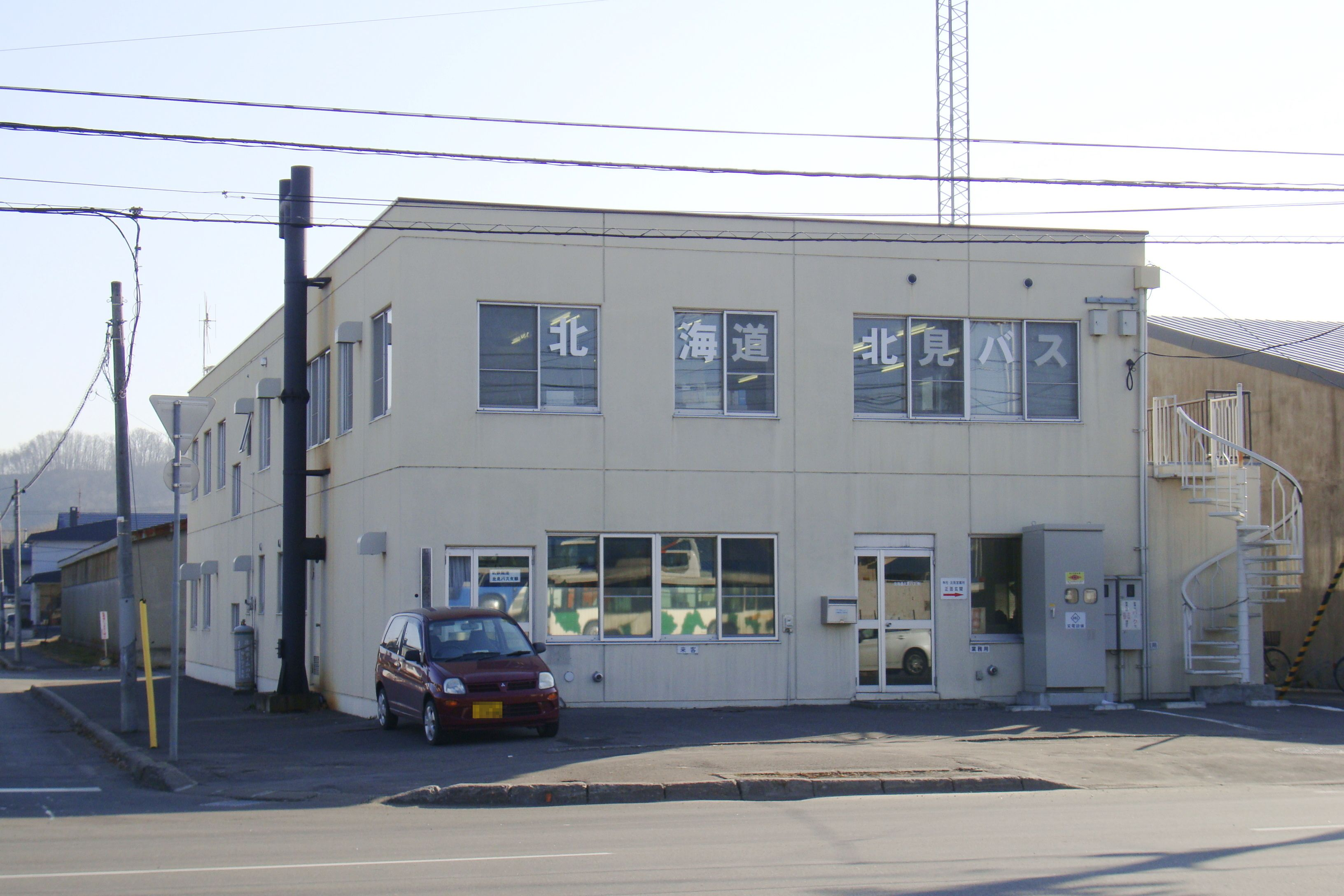
本社・北見営業所
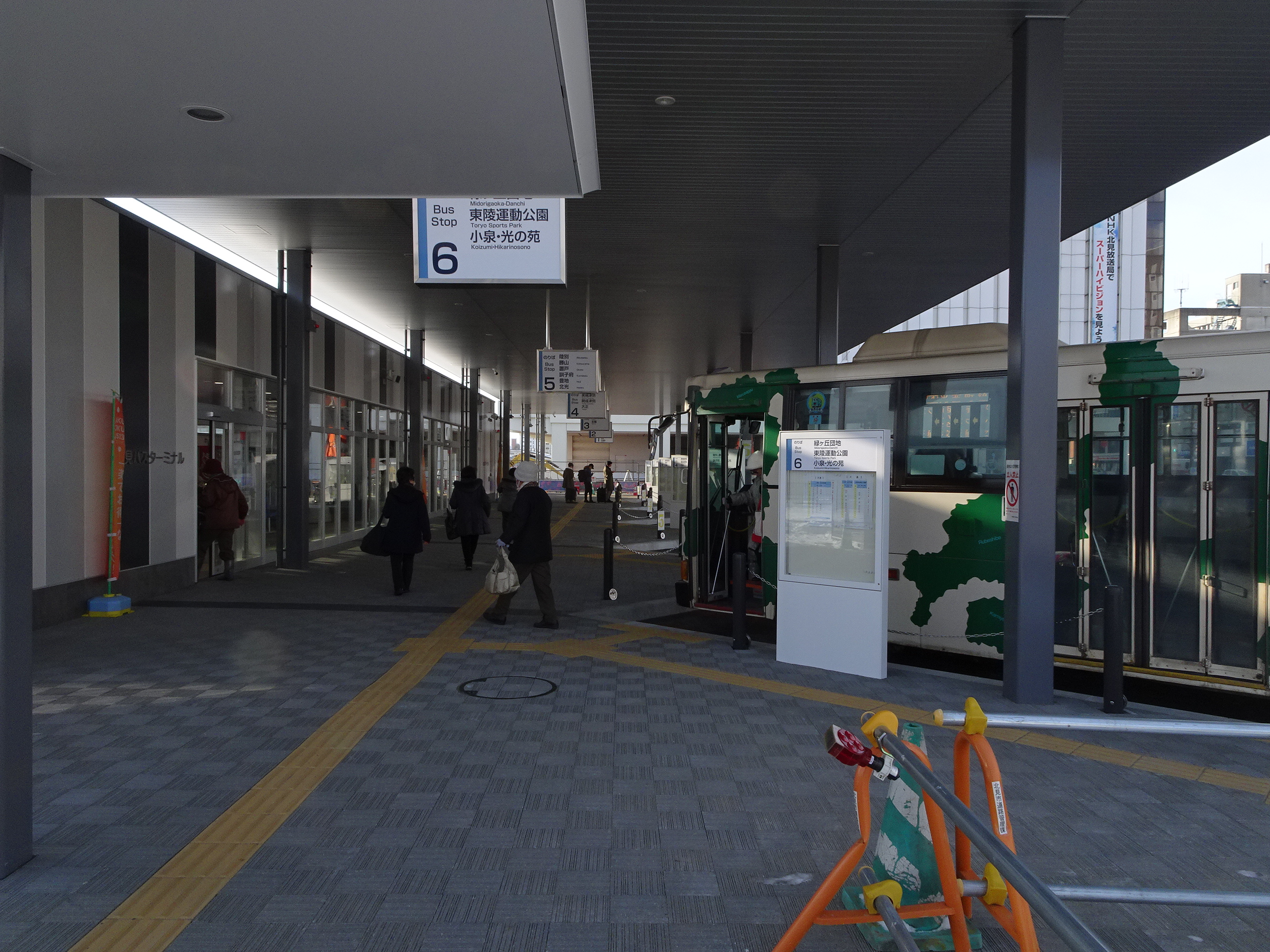
北見バスターミナル
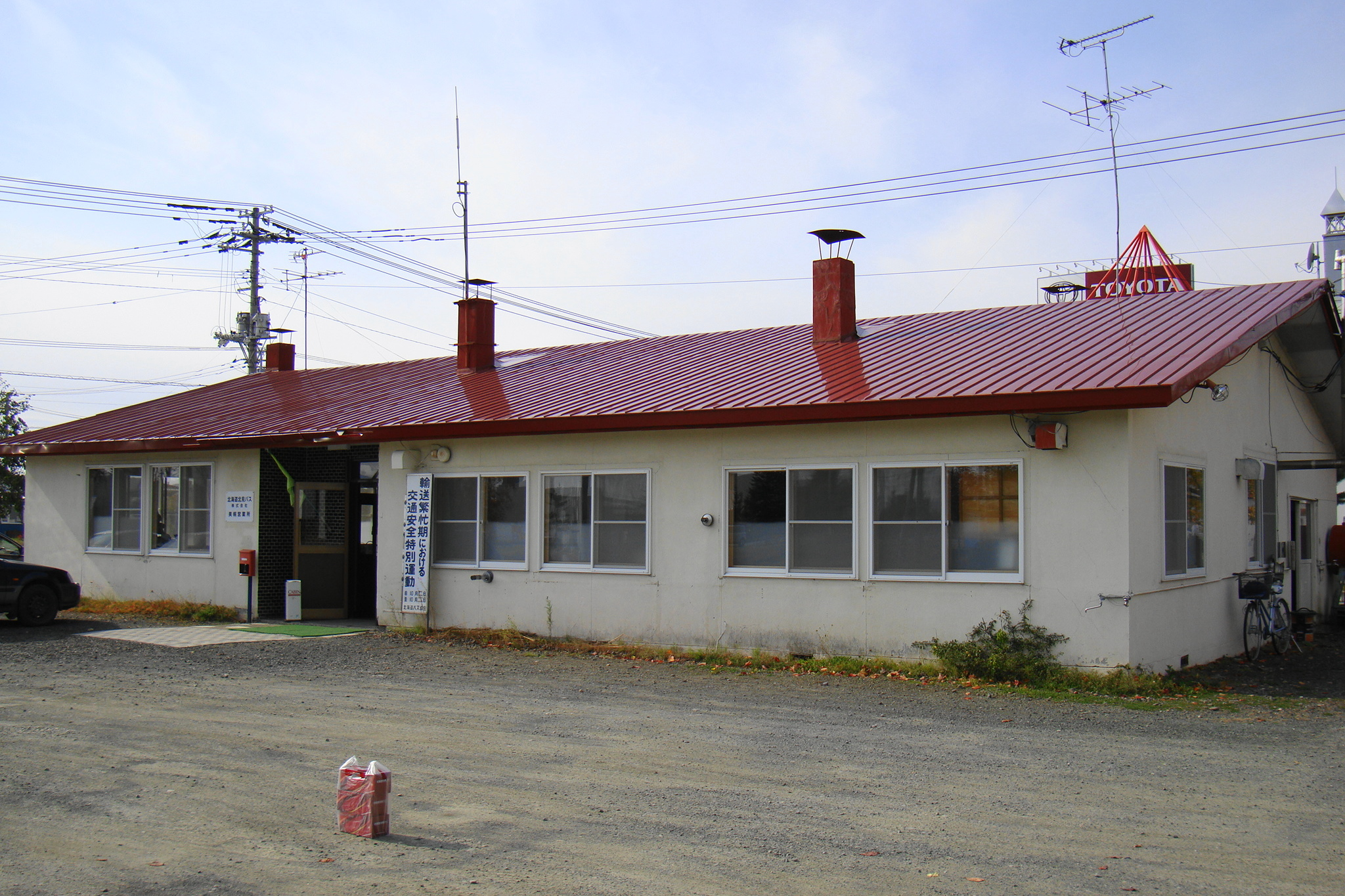
美幌営業所
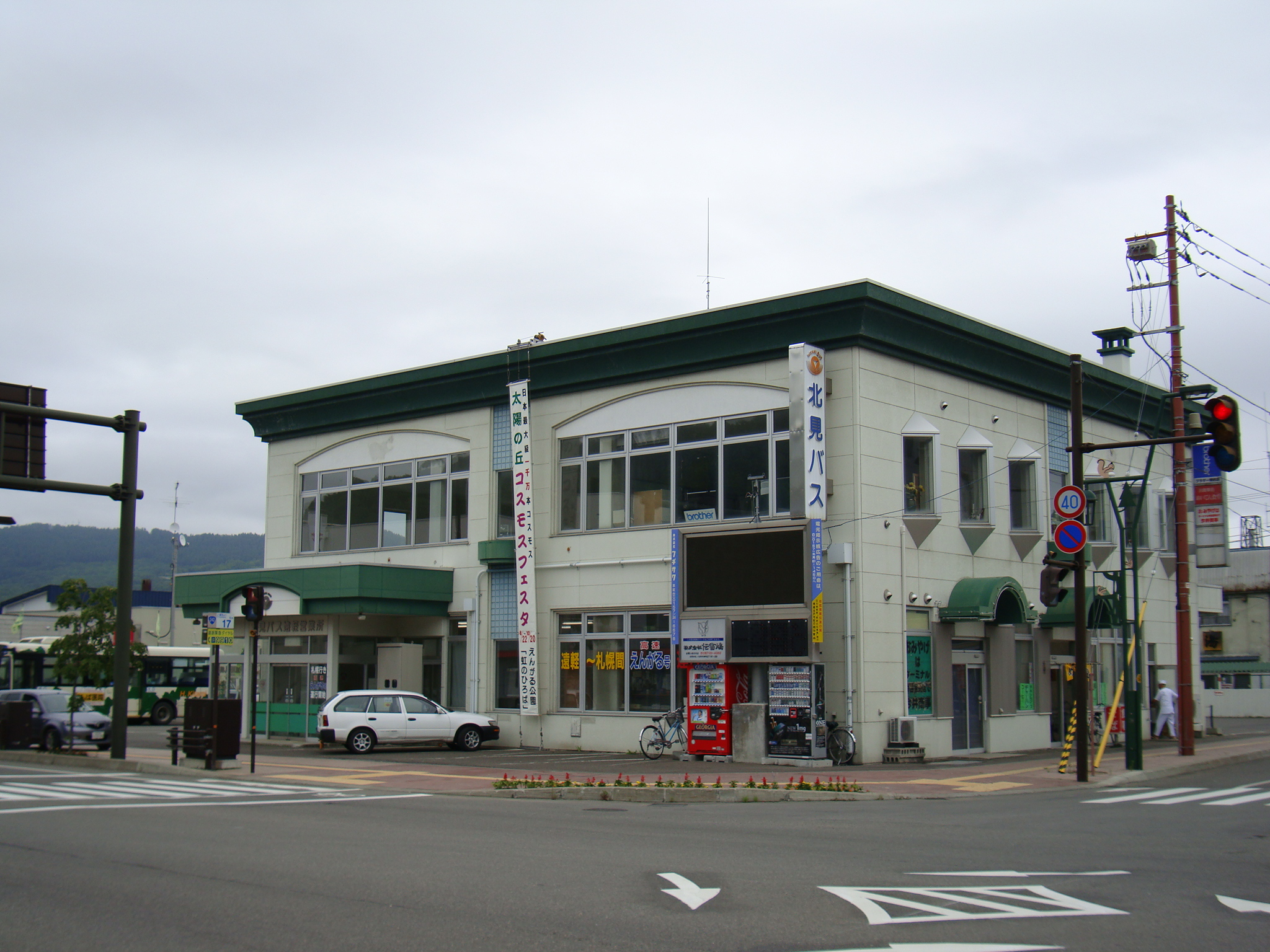
遠軽営業所

### 廃止事業所
- 佐呂間営業所 - 発足と同時に設置。1973年（昭和48年）6月21日廃止。
- 温根湯営業所 - 発足と同時に設置。廃止後も施設は「温根湯」停留所の待合室として開放されていたが、その後解体。
- 常呂営業所 - 発足と同時に設置。常呂駅前に位置していた。
- 丸瀬布営業所 - 1951年（昭和26年）7月25日丸瀬布車庫設置。1963年（昭和38年）4月1日丸瀬布営業所に変更。1968年（昭和43年）8月12日丸瀬布駐車所に変更。1972年（昭和47年）5月14日廃止。
- 津別営業所 - 1955年（昭和30年）4月津別駐車所設置。1961年（昭和36年）7月18日津別営業所に変更。1969年（昭和44年）津別駐車所に変更。1972年（昭和47年）11月20日廃止。
- 湧別営業所 - 1961年（昭和36年）7月18日設置。
- 中湧別案内所 - 2010年（平成22年）10月1日に乗車券発売を受託していた網走バスの路線廃止に伴い廃止。上湧別商工会に委託化し無人待合室化[57]。
- 美幌駅前営業所 - 廃止後も施設は待合室として開放。美幌駅前区画整理・美幌駅バスターミナル設置により閉鎖、取り壊しとなった。
- 阿寒出張所 - 1956年（昭和31年）2月29日設置。
- 層雲峡営業所 - 1958年（昭和33年）6月10日に層雲峡出張所を設置。後に営業所化。
- 留辺蘂案内所 - 発足と同時に留辺蘂営業所を設置。1993年（平成5年）に敷地を留辺蘂町に譲渡し一時移転。跡地（北見市留辺蘂町東町84-1）は1994年（平成6年）に「留辺蘂町（現・北見市）はあとふるプラザ」が建てられ、同施設1階に入居すると同時に案内所化されていた。2022年（令和4年）5月13日をもって窓口営業を終了し無人待合室化された[58]。
- 千歳営業所（貸切バス専門）、仁頃駐車所、上仁頃駐車所、イトムカ駐車所、訓子府駐車所、置戸駐車所、勝山駐車所、瀬戸瀬温泉駐車所、上支湧別駐車所、相生駐車所、上里駐車所、二又駐車所

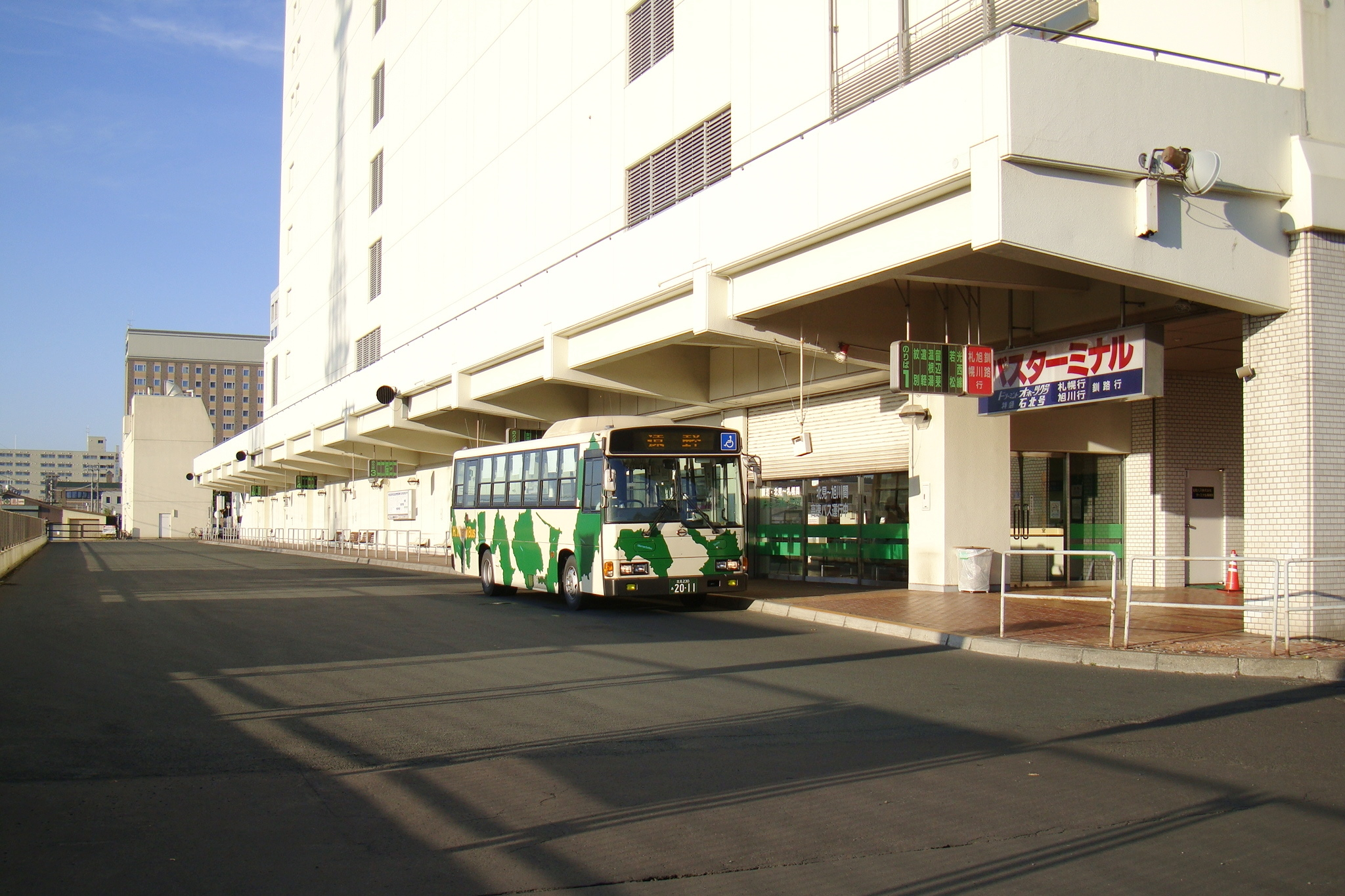
旧・北見バスターミナル
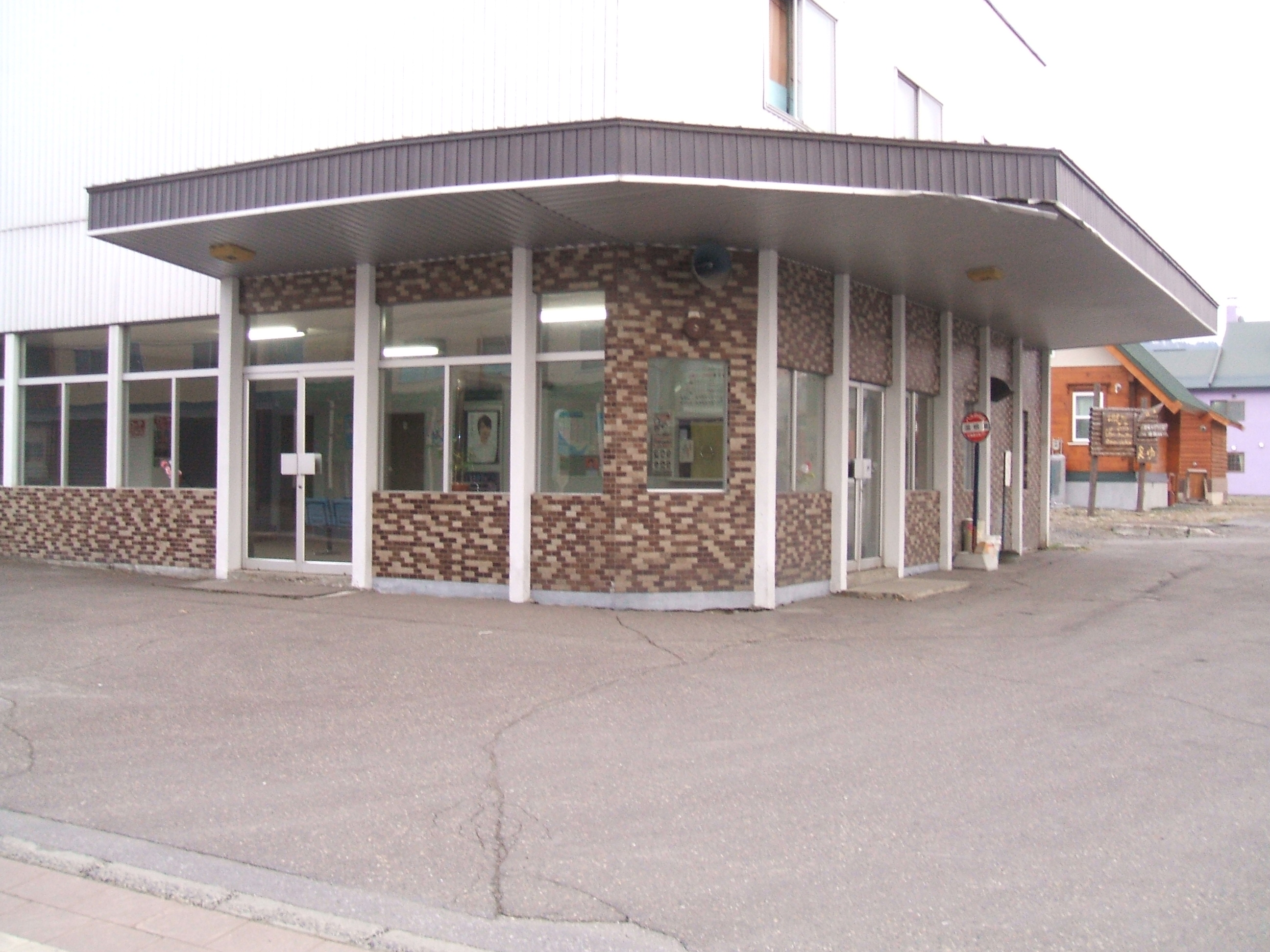
温根湯営業所
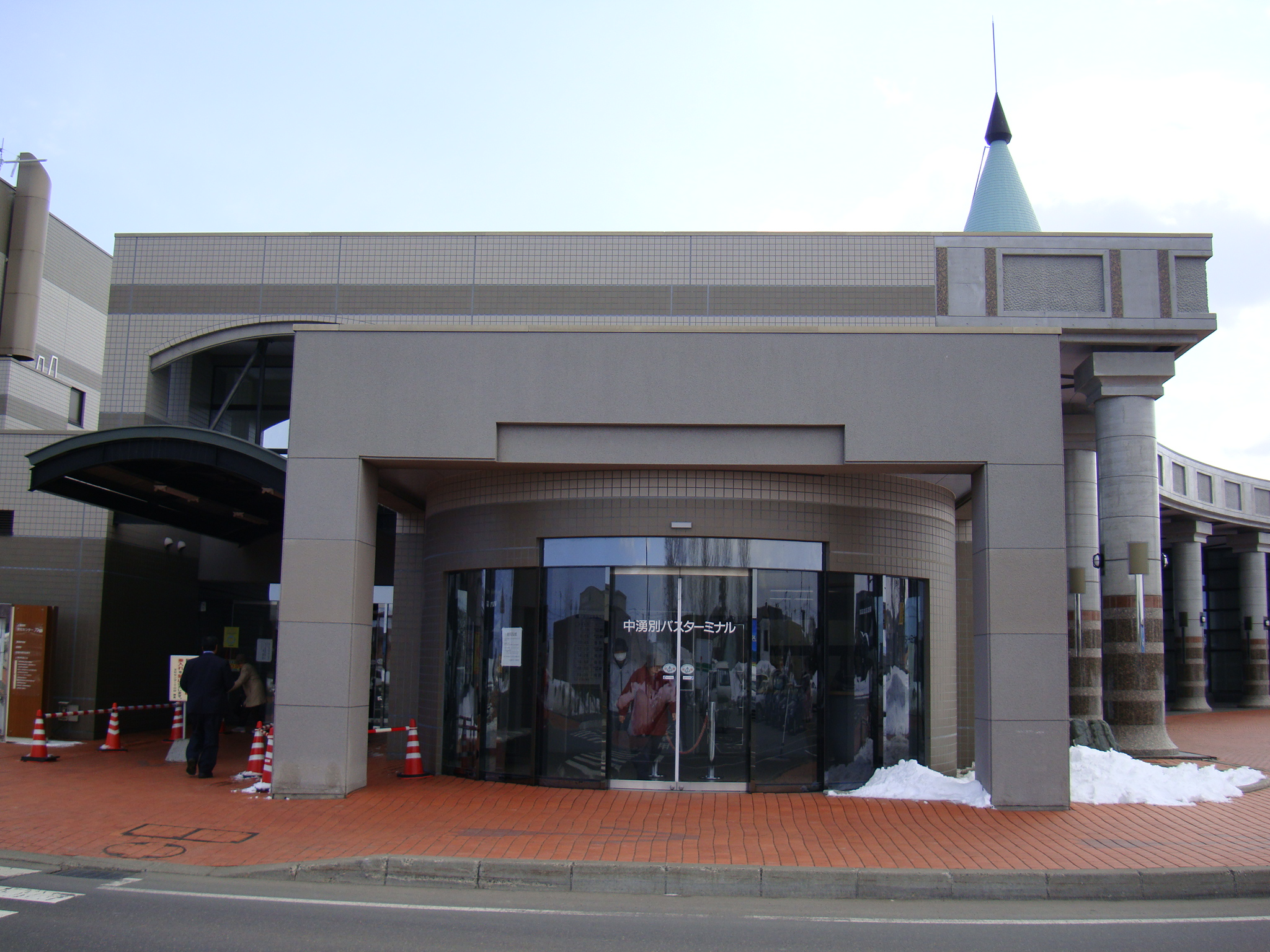
中湧別案内所
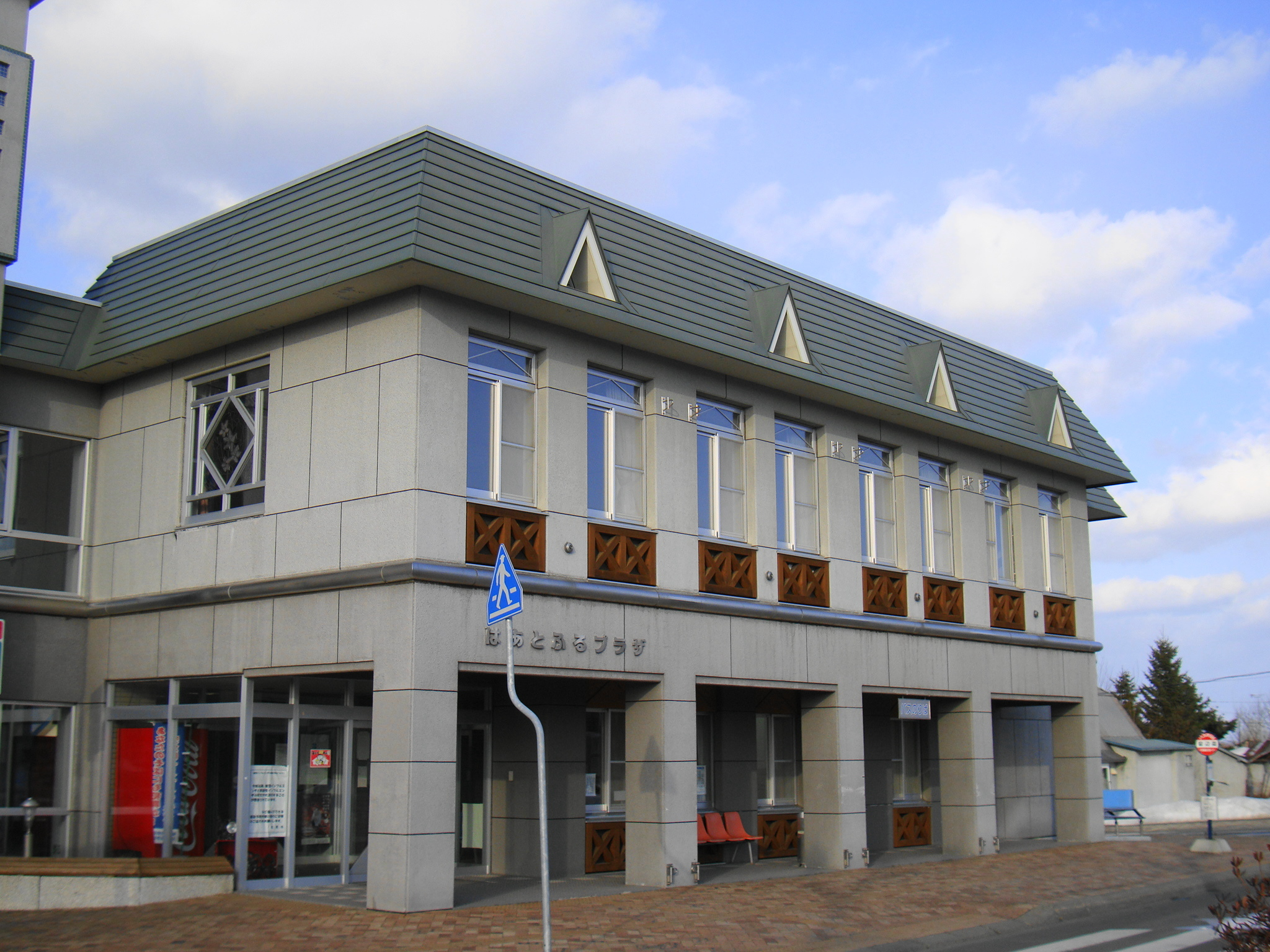
留辺蘂案内所（北見市はーとふるプラザ）

## 路線バス
北見バスターミナルおよびまちきた大通ビル前の路上停留所は、都市間バスは「北見バスターミナル」、郊外線は「北見」、北見市内線は「大通」と称しており、通常大通を起終点としない北見市内線は路上停留所に発着、その他は名称に関わらず北見バスターミナルのりばに発着する。
北見市内線は210円均一運賃。地方事業者では珍しい前乗り・前払い方式を採用していたが、バスカード導入に先立ち2002年（平成14年）12月2日より中乗り・後払い方式に変更されている。その他は都市間バスの一部（事前乗車券購入）を除き整理券方式の後払い。
北見市内線の夕陽ケ丘線正式運行開始と均一運賃化された卸売団地線との整合性を図るため、大正線、留辺蘂運動公園線、温根湯線の一部区間で運賃改定が行われた。

### 都市間バス

#### サンライズ号
- 道北バス本社・旭川駅前・上川駅前・層雲峡 - 温根湯 - 留辺蘂駅前 - 北見バスターミナル - 津別 - 阿寒湖畔・大楽毛駅前・釧路駅前・阿寒バス本社（阿寒バス、道北バスと共同運行）

| 特急石北号 旭川駅付近にて（1992年） |  | 特急石北号 北見市郊外にて（2010年） |
| 特急石北号 旭川駅付近にて（1992年） |  | 特急石北号 北見市郊外にて（2010年） |

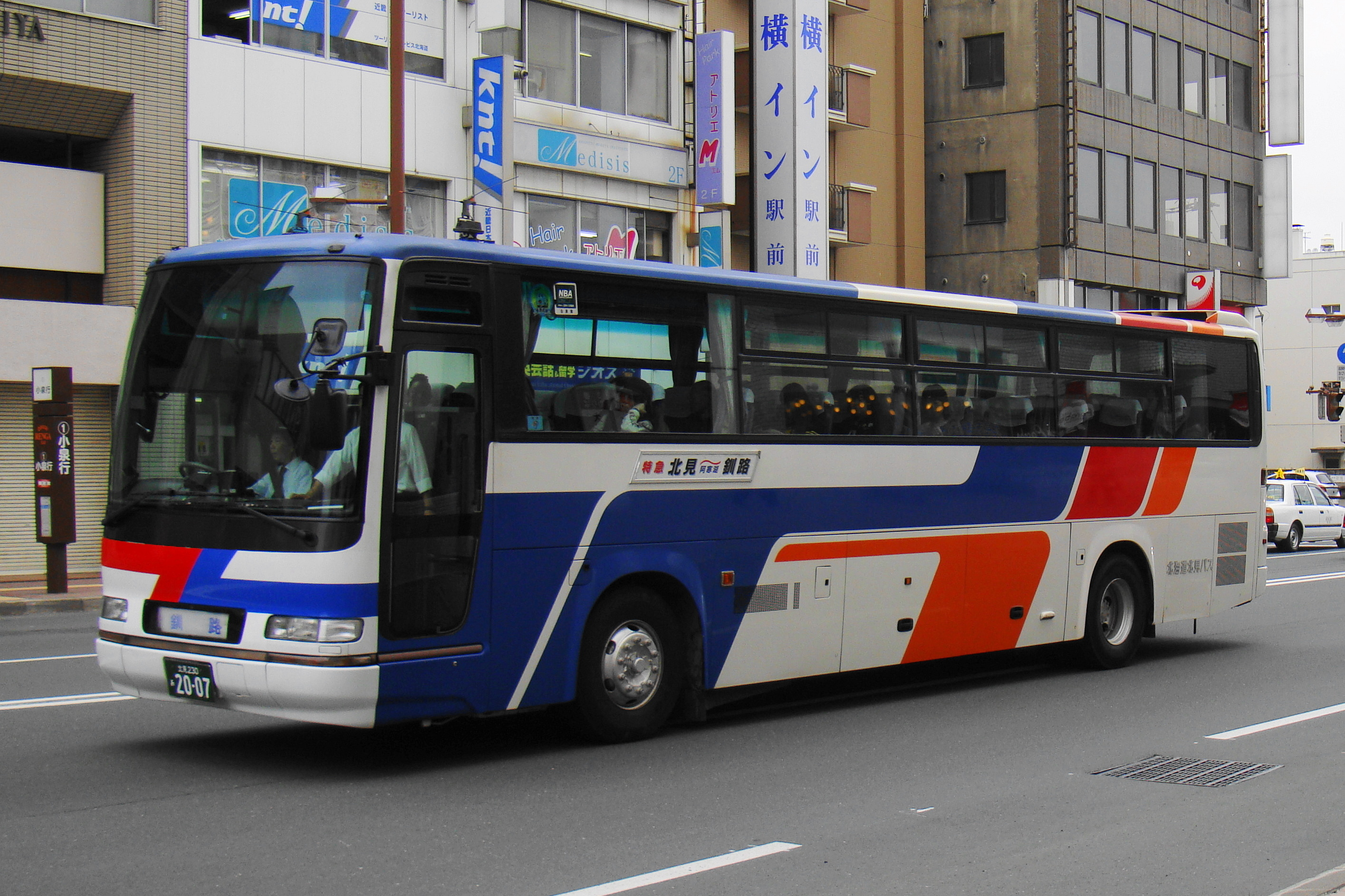
特急釧北号 北見駅付近にて

2023年（令和5年）10月1日より、特急石北号（北見 - 旭川）と特急釧北号（北見 - 釧路）をサンライズ旭川釧路号（旭川 - 釧路）に統合する形で、旭川 - 北見 - 釧路の3社共同運行となった。クローズドドアシステムによる乗降制限は統合前のものがそのまま継承されており、例えば留辺蘂 - 釧路間のみの乗車はできない。
特急石北号（道北バスと共同運行）は、1987年（昭和62年）11月2日に2往復で運行を開始。2便とも北見午前発・旭川午後発と北見を基点としたダイヤが設定された。翌年11月に4往復に増回され、旭川午前発・北見午後発も設定された。当初の途中停留所は留辺蘂・温根湯・層雲峡のみであったが、4往復増回時に北見市内の東相内と相内、旭川市内の永山2条19丁目を増設。後に上川ポンモシリ、愛別橋、当麻20丁目を増設。2013年（平成25年）4月1日より上川町内停車停留所が上川ポンモシリから上川森のテラスバスタッチ（上川駅前）に変更された
1959年（昭和34年）2月13日より層雲峡交通と相互乗り入れで層雲峡線（北見 - 留辺蘂 - 層雲峡 - 上川駅前）の運行を開始。途中、石北峠や大雪ダム、大函などでも乗降できる観光路線として運行され、阿寒線や網走線との直通系統も設定されていた。留辺蘂 - 層雲峡間への路線短縮を経て、特急石北号に振り替える形で1987年（昭和62年）夏期の運行をもって廃止された。
特急釧北号（阿寒バスと共同運行）は、1993年（平成5年）12月23日に臨時バスとして運行開始。以降、年末年始、春休み・ゴールデンウィーク、夏休みの期間限定で運行され、1995年（平成7年）より通年運行となった。臨時バス以来2往復の運行で、途中津別や阿寒町の停留所増設や阿寒バス本社へ延長しパークアンドライドの開始、釧路市内の降車専用停留所が一部変更された以外、運行時間の大きな変更も行われていなかった。
サンライズ旭川釧路号（道北バスと阿寒バスが運行）は、1993年（平成5年）6月26日運行開始。1998年（平成10年）4月1日より当麻、愛別、津別、阿寒町などの途中停留所を増設。2006年（平成18年）4月1日より釧路側の基点を阿寒バス本社へ、同年9月1日より旭川側の基点を道北バス本社へ延長しパークアンドライドを開始。同日より運行管理委託を開始し、北見市相内の途中休憩地点を境に阿寒バスが釧路側、道北バスが旭川側を乗務した。

#### 高速えんがる号・特急北大雪号
- 遠軽・丸瀬布 - 白滝 - 札幌駅前ターミナル（当面の間「札幌駅前」路上停留所発着）（道北バス・北海道中央バスと共同運行）
- 遠軽・丸瀬布 - 白滝 - 上川ポンモシリ・旭川駅前（運休中[64]）

| 旭川駅付近にて（1992年） |  | 中湧別出発（2011年） |
| 旭川駅付近にて（1992年） |  | 中湧別出発（2011年） |

1990年（平成2年）9月22日に道北バスと北見バスの2社共同運行で旭川 - 遠軽の特急北大雪号4往復を開設。1995年（平成7年）7月21日に高速あさひかわ号の旭川行2本・札幌行3本、特急北大雪号の遠軽行2本・旭川行3本を振り替える形で高速えんがる号を新設し3社共同運行となった。
2012年（平成24年）4月1日以降、高速えんがる号は遠軽行2本（直行）・札幌行3本（直行2本、旭川経由1本）、特急北大雪号は遠軽行2本・旭川行1本の運行で、同日より高速えんがる号は予約制（全席指定）となったが、旭川経由便の遠軽 - 旭川間、旭川 - 札幌間のみの利用は引き続き予約不要であった。2018年（平成30年）6月21日より特急北大雪号を含む旭川 - 遠軽間の利用も予約制（自由席）となった。2020年（令和2年）12月1日に高速えんがる号の旭川経由を廃止。札幌 - 遠軽は全便直行で2往復、旭川 - 紋別は特急北大雪号2往復の運行となった。
2000年（平成12年）12月22日から2001年（平成13年）1月21日までと、同年5月26日から8月23日まで、遠軽より上湧別町（現・湧別町）の中湧別まで延長した直行便を定期便に加えて運行。2007年（平成19年）4月1日より定期運行化。2012年（平成24年）4月1日より全便遠軽発着となり湧別町乗り入れは廃止されている。

2023年（令和5年）1月21日より高速えんがる号の北海道中央バス担当便、同年7月1日より特急北大雪号の北海道北見バス担当便、2024年（令和6年）4月1日より特急北大雪号の道北バス担当便が当面の間運休中。特急北大雪号は全便運休により路線休止となっている。

#### ドリーミントオホーツク号
- 網走バスターミナル・北見バスターミナル - 札幌駅前ターミナル（当面の間「札幌駅前」路上停留所発着）（北海道中央バス、網走バスと共同運行）

愛称名はドリーム、ミント（北見の名産）、オホーツク海（網走の海）を由来とする。1991年（平成3年）5月30日に夜行便を含む4往復で運行開始。安価も去ることながら1人掛け独立シートの採用や、北見から札幌では特急「オホーツク」との所要時間差があまりないことから平日でも増車する好調な滑り出しを見せ、翌1992年（平成4年）4月25日から7往復（うち、北見始発札幌行1本）に増やされた。当初はJR北海道や航空便を運航する日本エアシステムは乗客転移の影響を受けたが、近年では安価なバス、時間に正確なJR、速い航空便と客層や目的によって棲み分けがなされている。繁忙期臨時便の運行を経て、1999年（平成11年）7月16日より10往復（うち、北見 - 札幌1往復）運行。2023年（令和5年）10月1日より変動運賃制を導入し一部割引乗車券の発売を終了。運休中の夜行便の再開を考慮しないダイヤとした昼行便9往復（うち、北見 - 札幌3往復）の運行としたほか、北海道北見バス担当便の一部は管理委託により札幌観光バスが運行する。
途中停留所は「北見バスターミナル」、降車専用は札幌行の「時計台前」・「北2条西3丁目」、網走行の「網走駅前」であったが、1997年（平成9年）4月1日より「美幌」（北見バス美幌営業所前）、2004年（平成16年）4月1日より「女満別西通り」、同年10月3日より「菊水元町7条」（札幌市白石区。札幌行降車専用）、2009年（平成21年）4月1日より「西7号線」（北見市。北見・網走行降車）を新設。美幌停留所は1998年（平成10年）12月1日より美幌駅前ターミナルに移設された。北見・網走行は路線開設以来札幌ターミナル始発で、札幌駅前ターミナルは札幌行の終点として降車のみ扱っていたが、2016年（平成28年）4月1日より昼行便のみ乗車扱いを開始した。2021年（令和3年）12月1日より西7号線で札幌行乗車扱いを開始。2023年（令和5年）2月1日より「留辺蘂」（留辺蘂線・温根湯線「旭東町」と同位置）を、2025年（令和7年）7月1日より「東武東口」と「工業大学入口」（両停留所とも北見市内）を新設した。
開設当初から国道39号石北峠経由で運行され、高速道路・自動車専用道路は旭川紋別自動車道上川層雲峡IC - 道央自動車道札幌IC間を利用する。旭川紋別自動車道のオホーツク管内側は順次延伸しているが（記事が出た当時は丸瀬布IC）、経路変更は走行距離の面などから2011年時点では計画されていない。
昼行便は上川町の陸万観光センターで休憩時間を設定していたが、陸万観光センター都合により2012年（平成24年）12月1日から変更となり、通年2人乗務便の8往復は道央自動車道の比布大雪PAとなった。1人乗務便の1往復は同日より比布大雪PA（網走行）/陸万観光センター（札幌行）と北見バスターミナルの2箇所となっていたが、2013年（平成25年）度より夏季ダイヤ期間は道北バス層雲峡ターミナル（層雲峡観光ビル）1箇所、冬季ダイヤ期間は2人乗務で他便と同じ所要時間、比布大雪PAで休憩となる。

利用客は初年度の約7万9千人から1997年（平成9年）度には約17万3千人に増加。1998年（平成10年）度からの8年間は15万から16万人台で推移していたが、2006年（平成18年）度は約18万8千人と2万人以上増加し、2007年（平成19年）度から3年間は19万人台で推移。2010年（平成22年）度は18万3,483人であった。特に夜行便の需要が増加しており、JR北海道の夜行特急列車が季節運行化された2006年（平成18年）および完全廃止された2008年（平成20年）と増加時期が符合することから、JRから乗客転移があったものと分析されている。

#### 営業協力
停留所提供のみの千歳オホーツクエクスプレス（網走・北見 - 新千歳空港）については、網走バス#千歳オホーツクエクスプレスを参照。

### 北見市内線

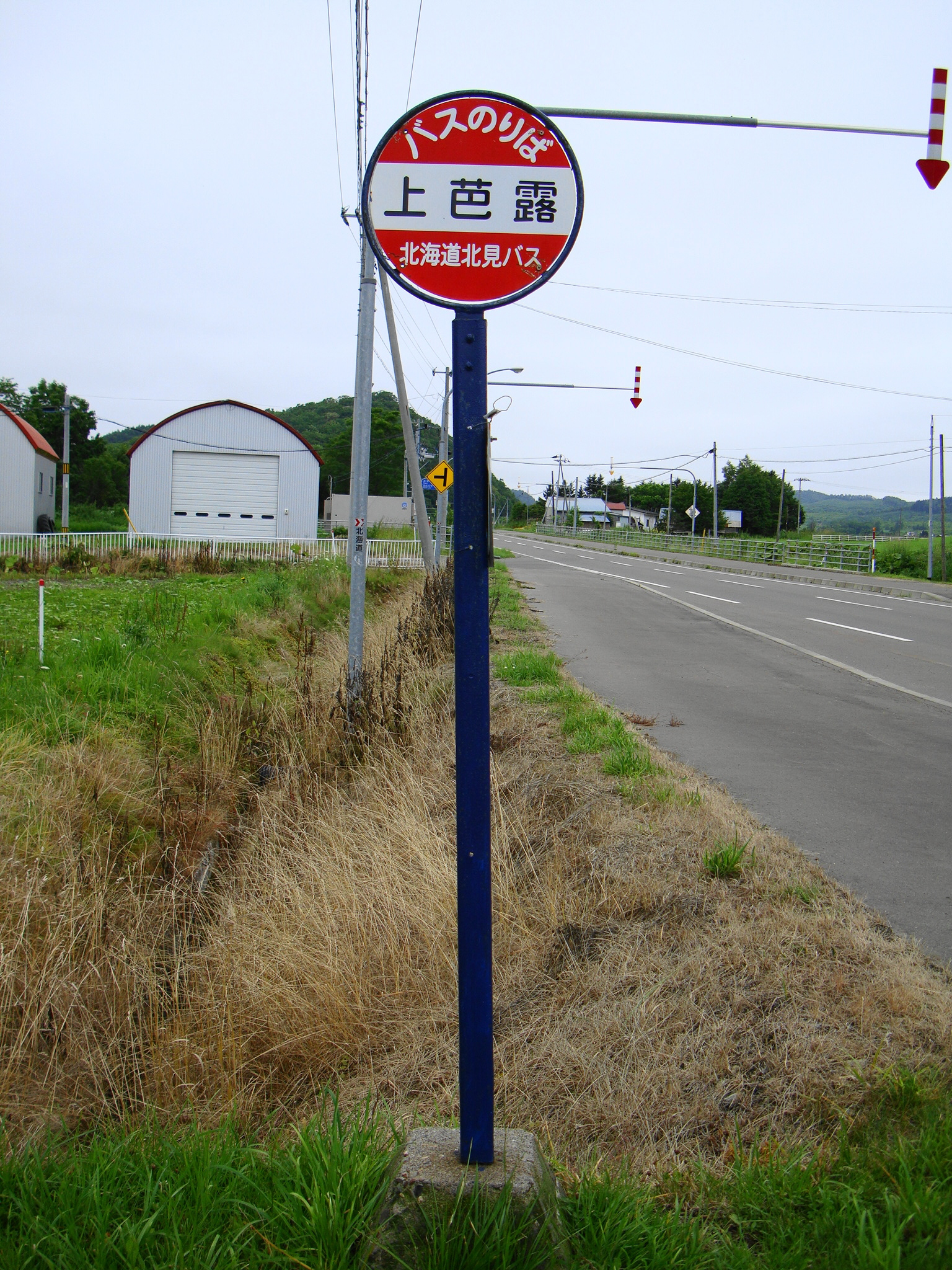
停留所一例

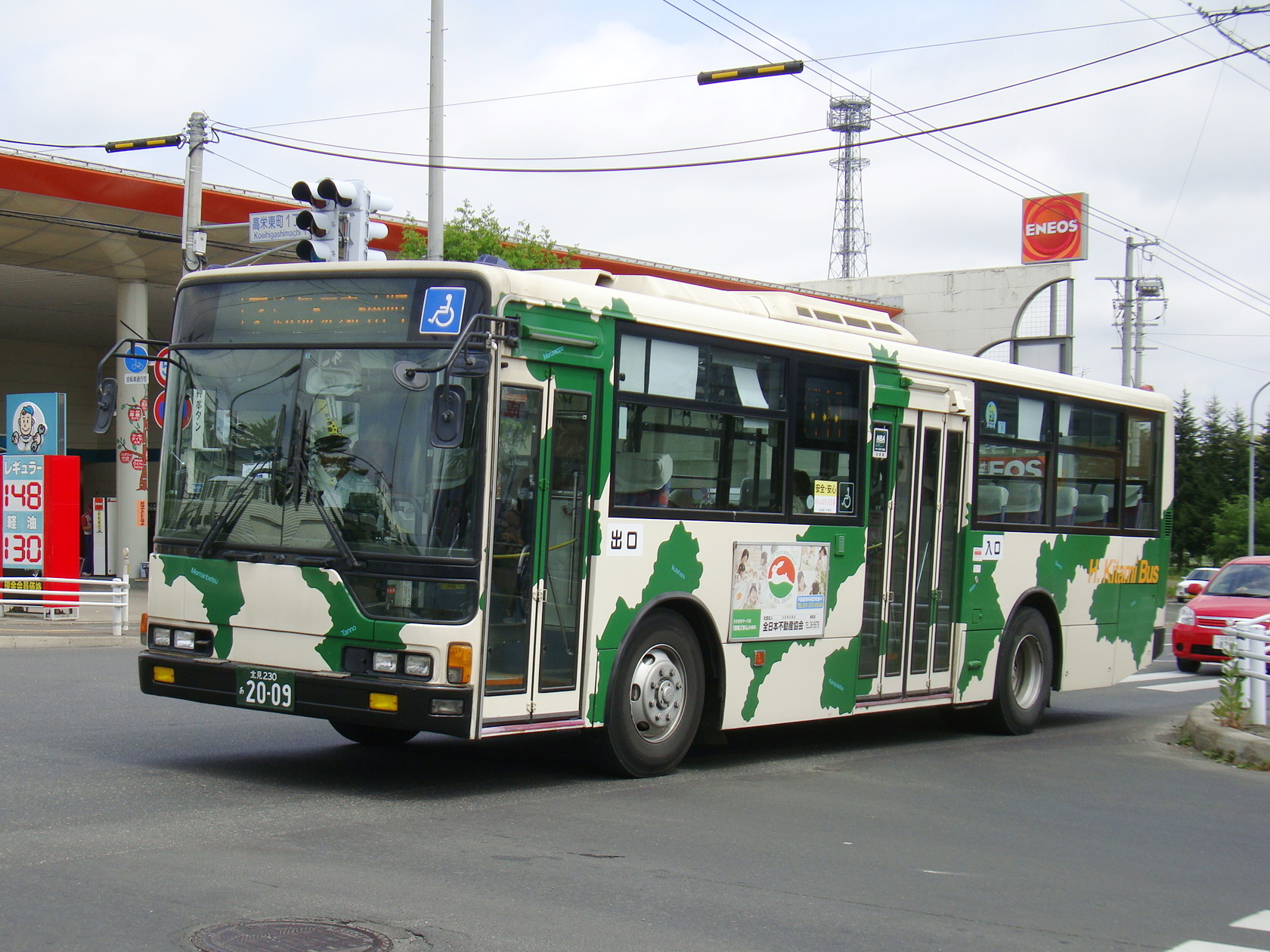
北見市内線の車両

大通を経由かつ起終点としない路線では、平日朝ラッシュ時や夜間などに大通打ち切りの区間便が設定される路線がある。

#### 三輪・小泉線
- 1：三輪 - 運輸支局入口 - とん田仲通 - 4条通 - 市民会館 - 大通（路上） - 北見駅 - 東6丁目 - 野付牛公園入口 - 工業大学入口 - 柏陽高校 - 小泉8号

北見市内線として初めて開設された路線。1959年（昭和34年）4月3日に本社前（現・大通） - 柏陽高校の運行を開始し、三輪や小泉8号への延長が行われている。

#### 美山線
- 2：南町1丁目 - （南町3丁目 - ）南小学校 - 南仲町2丁目 - 大通（路上） - 2条通 - 北見郵便局 - 藤高校 - 清見町 - 美山第2団地 - （美山地区循環）

美山第2団地から美山小学校→もみじ団地→美山北→美山中央→美山第2団地を循環。一部便は南町3丁目を経由しない。

#### 東陵運動公園線
- 3：大通 - 4条西4丁目 - 日赤病院 - 警察署 - 北網圏文化センター - 児童相談所 - 東陵中学校 - 美山中央 - （美山地区循環）

美山中央から美山北→ヒルストリート美山→美山中央を循環。始発便は美山北発大通行で運行される。大通 - 市役所間は往路は4条西4丁目、復路は2条通を経由する。

#### 光西町線
- 4：大通 - 農協 - 中の島1丁目 - 中の島団地 - 西小学校 - とん田西通 - 地域訓練センター - メッセ

2010年（平成22年）4月1日より常盤町経由より現在の経路に変更。

#### 高栄団地線
- 5・6：高栄6号線 - 高栄小学校 - 北小学校 - 寿町 - 北斗高校 - 北見郵便局 - 2条通 - 大通（路上） - 4条西4丁目 - 山下町 - 寿町 - 北小学校 - 高栄小学校 - 高栄6号線

5は夕陽ケ丘通（北斗高校）先廻り、6は山下町先廻り。

#### 若葉線
- 7：南町1丁目 - 中の島1丁目 - 農協 - 大通（路上） - 2条通 - 北見郵便局 - 北斗高校 - 寿町 - イオン北見店 - 高栄西町1丁目 - （若葉地区循環）

運行開始当初の路線名は「高栄第2団地線」。高栄西町1丁目から夕陽ケ丘5号線→双葉団地→若葉5丁目→緑ケ丘霊園→高栄小学校→高栄西町1丁目を循環。始発便は夕陽ケ丘5号線発南町1丁目行で運行される。循環区間で高栄小学校を先廻る（旧）8系統および北進経由は2009年（平成21年）12月1日に廃止された。

#### 夕陽ケ丘線

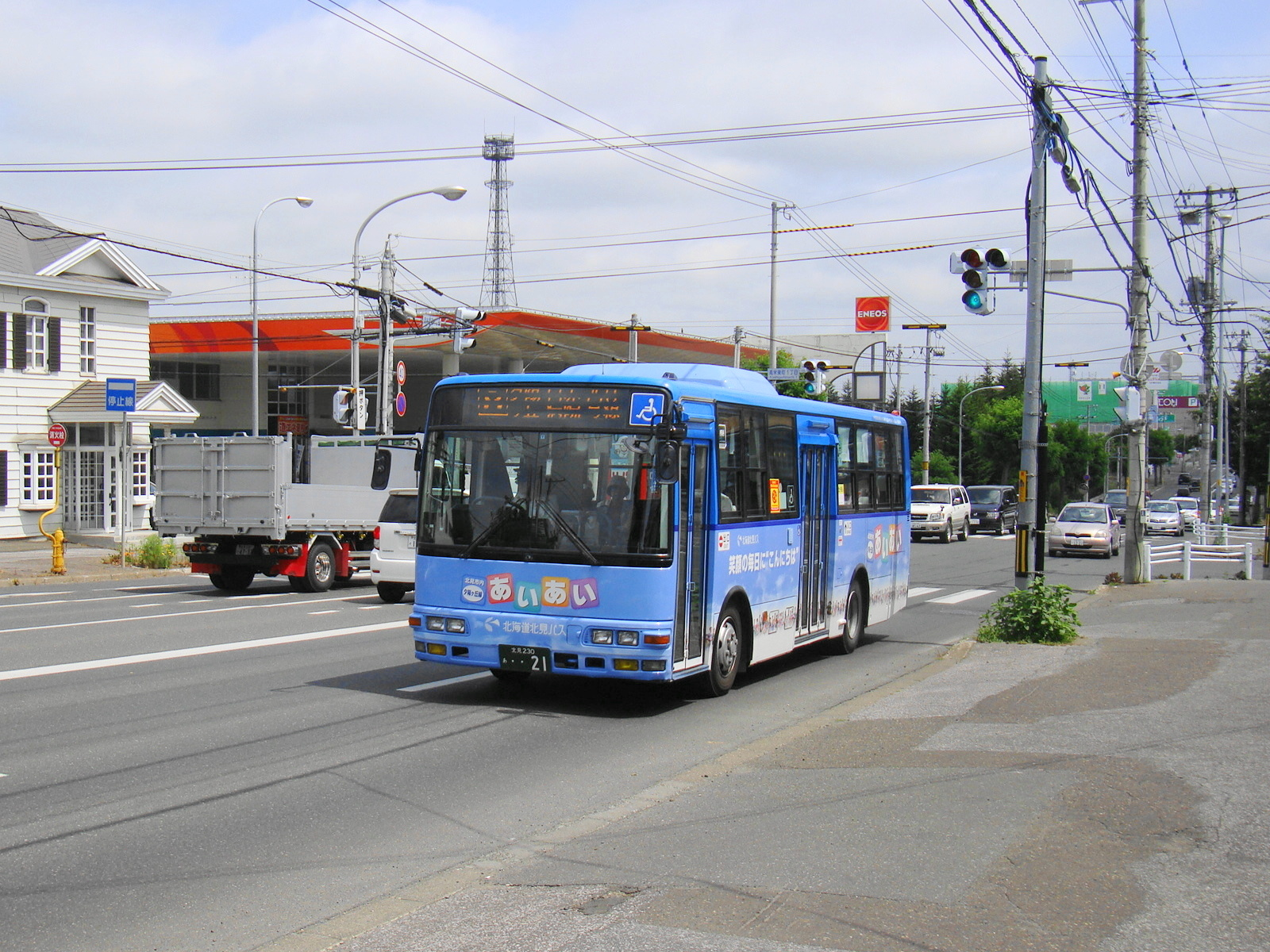
旧・道立病院付近の夕陽ケ丘通を西8号線方面に向かう

- 8：小泉8号 - 柏陽高校 - 日赤看護大学 - 工業大学 - 児童相談所 - 青葉通 - 道立病院 - 日赤病院 - 北見郵便局 - 北斗高校 - 寿町 - イオン北見店 - 高栄西町1丁目 - 夕陽ケ丘6号線 - （緑町・三輪地区循環）

夕陽ケ丘6号線より双葉団地→夕陽ケ丘8号線→西北見駅→中央三輪4丁目→西8号線→麻生北見病院→三輪通→夕陽ケ丘6号線を循環。北見市内線で唯一、大通を経由しない。
2010年（平成22年）12月6日から2011年（平成23年）3月21日まで13 夕陽ケ丘線の試験運行を行い、好評であったことから7月1日より正式運行を開始した。試験運行時は夕陽ケ丘6号線より三輪通に入り、往路は三輪着、復路は麻生北見病院始発で運行された。2012年（平成24年）6月1日より旧・北見市役所近辺の運行経路が変更された。

#### 緑ケ丘団地線
- 9：大通 - 2条通 - 北見郵便局 - NHK - 消防署 - 花月町 - ひばりケ丘 - （緑ケ丘地区循環）

ひばりケ丘より高栄東町3丁目→緑ケ丘団地→緑風→北中学校→ひばりケ丘を循環。

#### 春光町線
- 10：小泉8号 - のつけ乃湯 - 春光町4丁目 - 小泉小学校 - 田端変電所 - 朝日町中央 - アクロス北見 - 南小学校 - 南町1丁目 - 農協 - 本町1丁目 - （市中心部循環）

本町1丁目より4条西4丁目→日赤病院→北見駅→大通→本町1丁目を循環。2012年（平成24年）5月31日までは2条通経由であった。

#### 小泉・光の苑線
- 11 (1)：大通 - 日赤病院 - 警察署 - 北網圏文化センター - 田端町 - 春光町3丁目 - 柏陽高校 - 日赤看護大学 - 工業大学正門 - 光の苑 - 光苑団地

大通 - 市役所間は往路は4条西4丁目、復路は2条通を経由する。
- 11 (2)：小泉8号→春光町3丁目→田端町→北網圏文化センター→警察署→日赤病院→2条通→大通→4条西4丁目→日赤病院→警察署→北網圏文化センター→野付牛公園入口→工業大学入口→柏陽高校→小泉8号（平日のみ運行）

#### 北光線
- 12：大通 - 市民会館 - 4条通 - とん田仲通 - 無加川橋 - 野付牛自動車学校 - （北光地区循環）

野付牛自動車学校より技術専門学院→北光通→南岸通5号線→野付牛自動車学校を循環。
北見大学線として北上まで運行されていたが、2006年（平成18年）4月21日より路線短縮の上で職訓線に変更。北見市内均一運賃区間のみの運行となった後も郊外線としての扱いであったが、2009年（平成21年）12月1日より北光線に名称変更し系統番号が付けられ北見市内線扱いとなった。2010年（平成22年）4月1日より中の島団地・北光小学校経由から豊地線と同経路に変更。
豊地線（大通 - 市民会館 - 4条通 - とん田仲通 - 無加川橋 - 野付牛自動車学校 - 技術専門学院 - 北光通 - 南岸通5号線 - 無加川町 - 豊地8号線 - 豊地9号線→豊地小学校→豊地12号線→豊地会館→豊地9号線）は、1954年（昭和29年）2月4日免許。当初は豊地・福野・農試前を経由し訓子府まで運行されていた。1974年（昭和49年）5月15日に豊地16号線 - 訓子府間が廃止され、同日より訓子府町営バスが豊地15号線 - 訓子府間で運行を開始したが1987年（昭和62年）4月1日に廃止されている。2005年（平成17年）12月1日に豊地12号線 - 豊地16号線間を廃止の上で豊地地区を現在の経路に変更。2025年（令和7年）4月1日に南岸通5号線 - 豊地間を廃止し北光線へ統合された。
豊地線の経路を近隣の商業施設集積地向けとし、経路変更等の可能性を探る実証運行として、メッセ・豊地線（メッセ - 三輪小学校入口 - 豊地8号線 - 豊地9号線 - （豊地地区循環））を2021年（令和3年）10月1日から2022年（令和4年）1月31日まで運行した。

#### 卸売団地線
- 13：大通 - 市民会館 - 美芳町 - 北進第一 - 桂町1丁目 - （緑町・卸売団地地区循環）

桂町1丁目より夕陽ケ丘6号線→緑小学校→西北見駅→卸売団地→運転免許試験場→夕陽ケ丘9号線→緑町3丁目→北星記念病院→桂町1丁目を循環。
2016年（平成28年）12月1日の経路変更と均一運賃区間拡大に伴い、北見郊外線から北見市内線へ組み込まれ系統番号が付された。

### 北見郊外・常呂方面

#### 大正線
- 北見 - 4条西4丁目 - 山下町 - 美芳町 - 北進第一 - 夕陽ケ丘7号線 - 夕陽ケ丘8号線 - （緑陵高校方面循環）

夕陽ケ丘8号線より夕陽ケ丘9号線→→大正橋緑陵高校→緑陵高校入口→夕陽ケ丘8号線を循環。
2025年（令和7年）4月1日より、緑陵高校入口以遠（ - 大正神社入口 - 大正福祉会館（往路のみ大正神社入口から大正ゴルフ場入口間を往復した後に大正福祉会館へ向かう））を廃止し循環線化。
経路を近隣の商業施設集積地向けとし、大正線の経路変更等の可能性を探る実証運行として、メッセ・大正線（メッセ - 麻生北見病院 - 三輪通8号線 - 夕陽ケ丘8号線→夕陽ケ丘9号線→大正橋→緑陵高校→緑陵高校入口→夕陽ケ丘8号線）を2021年（令和3年）10月1日から2022年（令和4年）1月31日まで運行した。

#### 常呂線

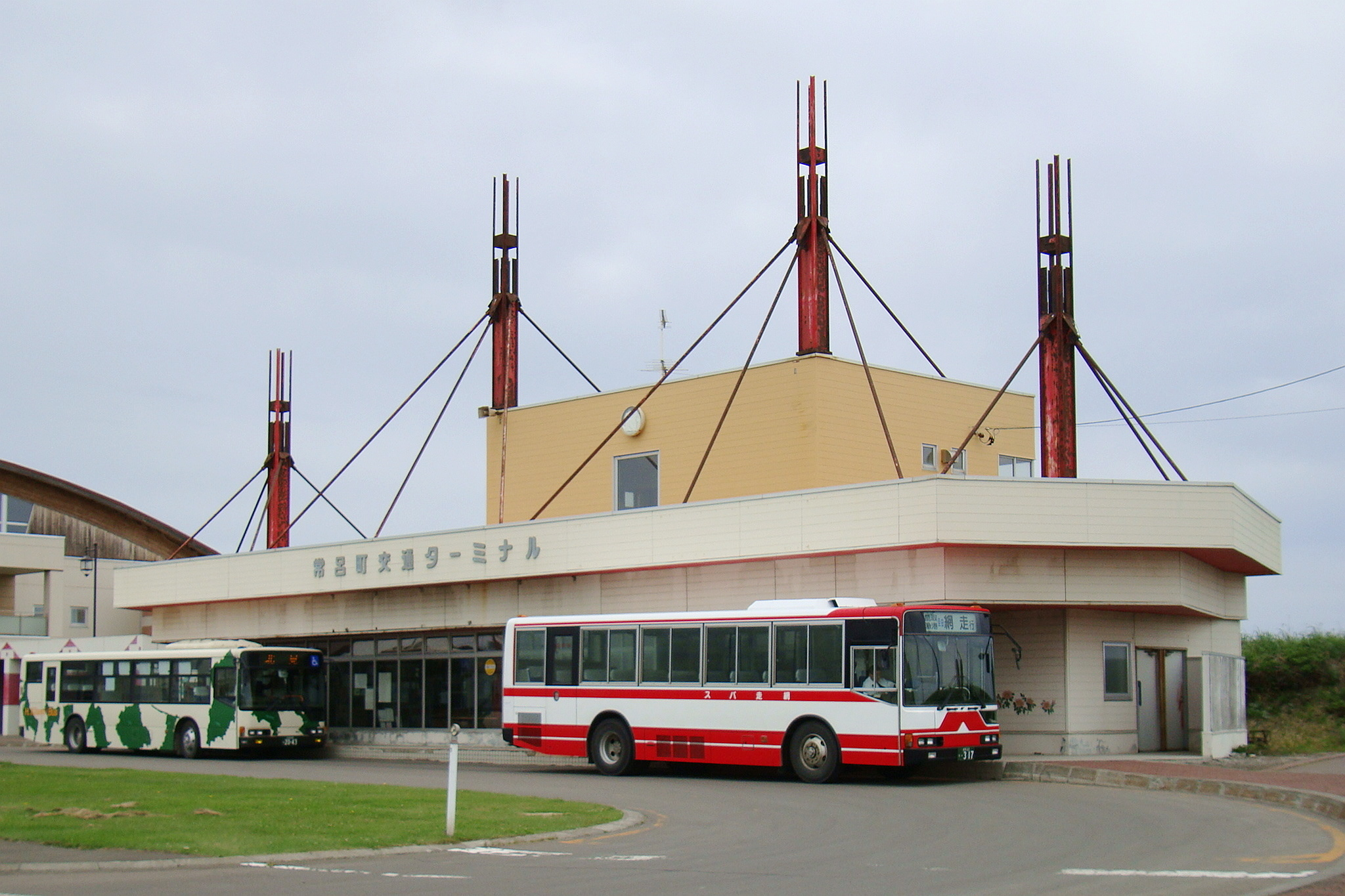
常呂で発車を待つ北見行

- 北見 - 北見郵便局 - 北斗高校 - 寿町 - 緑ヶ丘3丁目 - 大正入口 - 上仁頃入口 - 大曲経由/上仁頃経由 - 仁頃町 - 仁頃はっか公園 - 日吉 - 福山入口 - 富丘入口 - 共立 - 常呂

忠志（北海道道308号）経由、北見 - 日吉の日吉線、北見 - 福山の福山線も運行されていた。
北見 - 仁頃町間、北見駅 - 美幌線と同経路 - 端野農協 - のんたの湯 - ノーザンアークリゾート経由で運行していたが、2023年（令和5年）4月1日より同日に廃止された北陽線と概ね同経路（北見市街地は寿町（イオン北見店）経由）に変更。北見 - 端野間は#端野線を新設。ノーザンアークリゾート - 仁頃町間は廃止。

### 端野・美幌・津別・女満別方面

#### 端野線
- 北見 - 日赤病院 - 北網圏文化センター - 野付牛公園入口 - 工業大学入口 - 柏陽高校 - 東武東口 - 端野農協 - （端野地区循環）

端野農協よりのんたの湯→ノーザンアークリゾート入口→屯田の杜公園→端野郵便局→端野農協を循環。
端野経由で運行していた常呂線の経路変更に伴い2023年（令和5年）4月1日新設。

#### 美幌線、美津線
- 北見 - 北見駅 - 東6丁目 - 野付牛公園入口 - 工業大学入口 - 柏陽高校 - 東武 - 端野農協 - 端野郵便局 - 屯田の杜公園 - 端野病院 - 緋牛内 - 美野入口 - 高野第三 - 美幌北中学校 - 美幌 - 美幌北2丁目 - 美幌療育病院 - 上美幌 - 豊幌42号線 - 活汲 - 達美会館 - 津別町役場 - 河岸公園 - 町営バス車庫

北見 - 美幌療育病院、美幌 - 町営バス車庫の区間便あり。
美幌 - 津別間は国鉄相生線バス代行。津別線として廃止前から運行され、同線廃止により増発・停留所増設で対応。津別より先、北見相生・阿寒湖畔まで運行されていたが、1981年（昭和56年）3月28日に廃止されている。
1963年（昭和38年）11月1日より網走バスと相互乗り入れで網走線（北見 - 美幌 - 網走）を運行していた。網走バス主管エリアとなる美幌 - 網走間（網走バス便は北見バス主管エリアとなる北見 - 美幌間）で急行運行を行っていたほか、北見バス便は温根湯線・層雲峡線、網走バス便は小清水線・斜里線との直通系統も運行された。2001年（平成13年）4月1日に廃止され美幌線に振り替えられている。

#### 開成・津別線
- 北見 - 2条通 - 北見郵便局 - 北斗高校 - 寿町 - とん田仲通 - 無加川橋 - 野付牛自動車学校 - 北光社 - 北上 - 開成 - チミケップ入口 - 最上 - 達美 - 津別緑町 - 河岸公園 - 町営バス車庫 - 津別中学校入口 - 津別町役場

北見バスが1952年（昭和27年）5月19日に開設。1973年（昭和48年）6月20日に廃止となり、同年7月1日より津別町営バスが廃止代替バスを運行した。津別町営バス事業廃止により、2012年（平成24年）10月1日より運行を開始した。

#### 女満別空港線

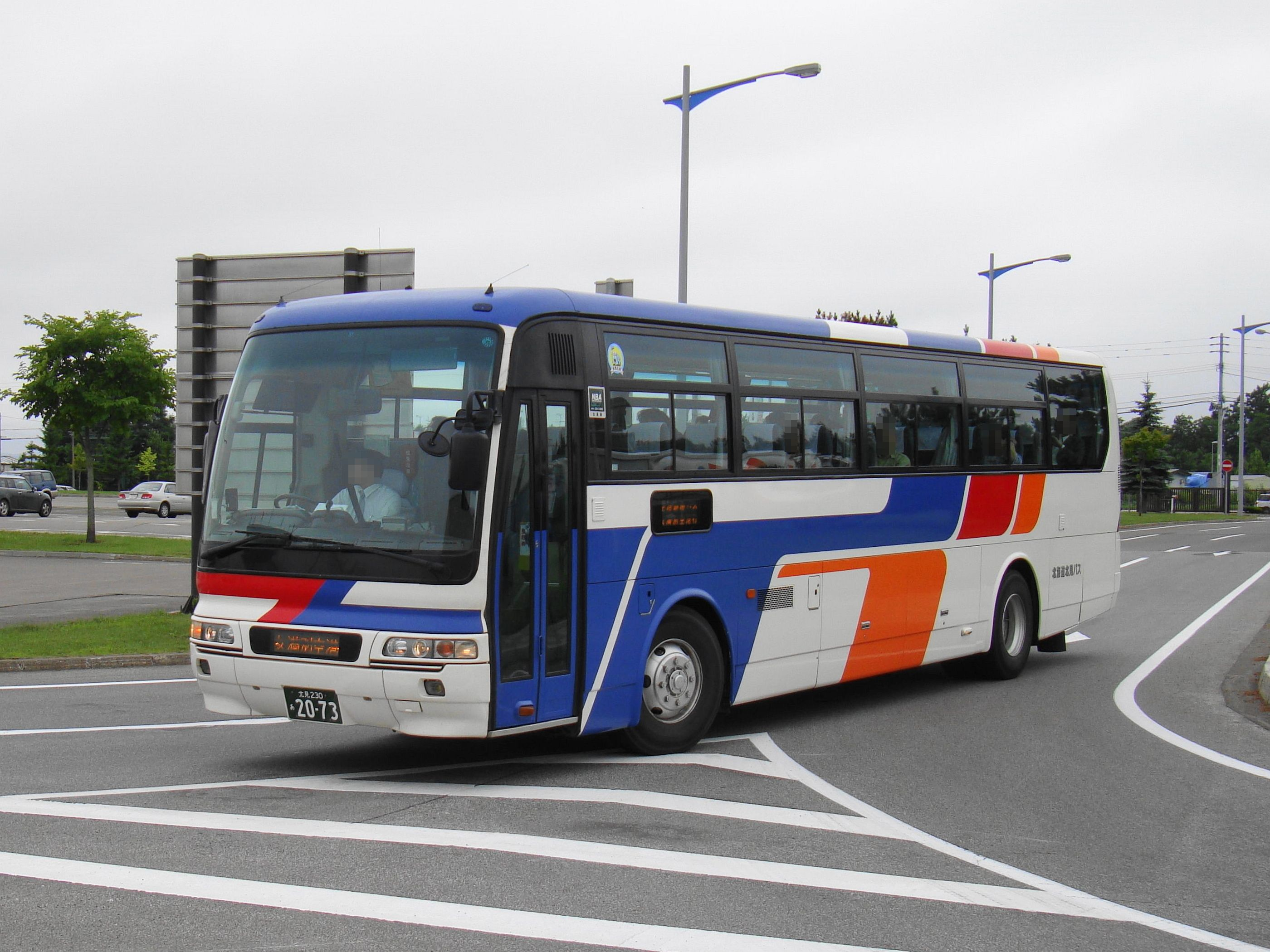
女満別空港線用リムジンバス仕様車

- 北見・東6丁目・工業大学入口・東武・端野郵便局・高野第三 - 女満別空港

2000年（平成12年）、美幌バイパス美幌高野交差点（現・美幌高野IC） - 美幌IC経由に変更、美幌駅前を廃止し美幌IC付近に美幌端治を設置。2005年（平成17年）の女満別空港IC開通により美幌瑞治を廃止し美幌高野交差点（現・美幌高野IC）付近の高野第三に停車開始。
バイパス経由化により美幌町中心部へ乗り入れなくなり、美幌駅など中心部から空港まで阿寒バスが路線開設、網走バスが既存路線の一部を空港経由としたものの、2019年（令和元年）10月1日までに休廃止。阿寒バスが期間限定運行する定期観光バスの区間利用のみとなっている。

### 留辺蘂方面
北見 - 留辺蘂間「北見 - 市民会館 - 4条通 - とん田仲通 - 運輸支局入口 - 三輪 - 西8号線 - 東相内 - 工業高校 - 西18号線 - 相内 - 西28号線 - 北見温泉 - 旭東町 - 留辺蘂」共通経路。

#### 留辺蘂線
- 北見 - 留辺蘂

留辺蘂運動公園線として留辺蘂より先、留辺蘂総合支所 - 留辺蘂中学校 - 留辺蘂高校 - 留辺蘂運動公園 - 旭南団地入口間も運行していたが、2021年（令和3年）12月1日より全便留辺蘂発着とし路線名を変更。廃止区間は温根湯線の経路変更で代替される。

#### 温根湯線
- 北見 - 留辺蘂 - 留辺蘂総合支所 - ラルズマート留辺蘂店 - 旭南団地入口 - 留辺蘂運動公園 - 留辺蘂高校 - 旭2号線 - 大富8号線 - 温根湯スポーツセンター - 温根湯 - 温根湯農協 - 道の駅おんねゆ温泉

網走線運行時は直通系統が設定されていた。
2012年（平成24年）10月1日より温根湯 - 道の駅おんねゆ温泉間を延長。2021年（令和3年）12月1日より留辺蘂 - 旭2号線間にて留辺蘂中学校経由から現経路に変更。

### 訓子府・置戸・陸別方面
各路線北海道ちほく高原鉄道ふるさと銀河線廃止によるバス代行路線として扱われる。かつては北見 - 上常呂の上常呂線や、現ルート（北海道道50号）の常呂川を挟んだ対岸（北海道道986号）を通る川向線（北見 - 訓子府）、清住線（北見 - 置戸）が運行されていた。
北見 - 訓子府 - 置戸間「北見 - 常盤町 - 北光小学校 - 北光社 - 北上 - 上常呂 - 上常呂13号線 - 日の出 - 穂波21号線 - 訓子府温泉入口 - 訓子府駅 - 訓子府 - （末広 - ）西富28号線 - 西富33号線 - 境野 - 豊住7号線 - 置戸」共通経路。末広は勝山線と陸別線は経由しない。

#### 訓子府線
- 北見 - 訓子府駅 - 末広

ふるさと銀河線廃止前から運行。

#### 置戸線
- 北見 - 訓子府駅 - 末広 - 置戸 - 林友橋 - 緑清園老人ホーム

ふるさと銀河線廃止による新設系統。

#### 勝山線
- 北見 - 訓子府駅 - 置戸 - 林友橋 - 緑清園老人ホーム - 安住会館 - 勝山中央 - 勝山温泉

ふるさと銀河線廃止前から運行され、置戸 - 勝山は統合前の菊池自動車の路線であった。1948年（昭和23年）3月12日の北見 - 置戸間免許によりひとつの系統となっている。

#### 陸別線
- 北見 - 訓子府駅 - 置戸 - 林友橋 - 小利別 - 川上 - 分線 - 陸別

ふるさと銀河線廃止による新設系統。陸別で十勝バス帯広陸別線（十勝バス本社 - 帯広駅 - 池田駅 - 陸別）と接続する。

### 遠軽・湧別・紋別方面

#### 清里線

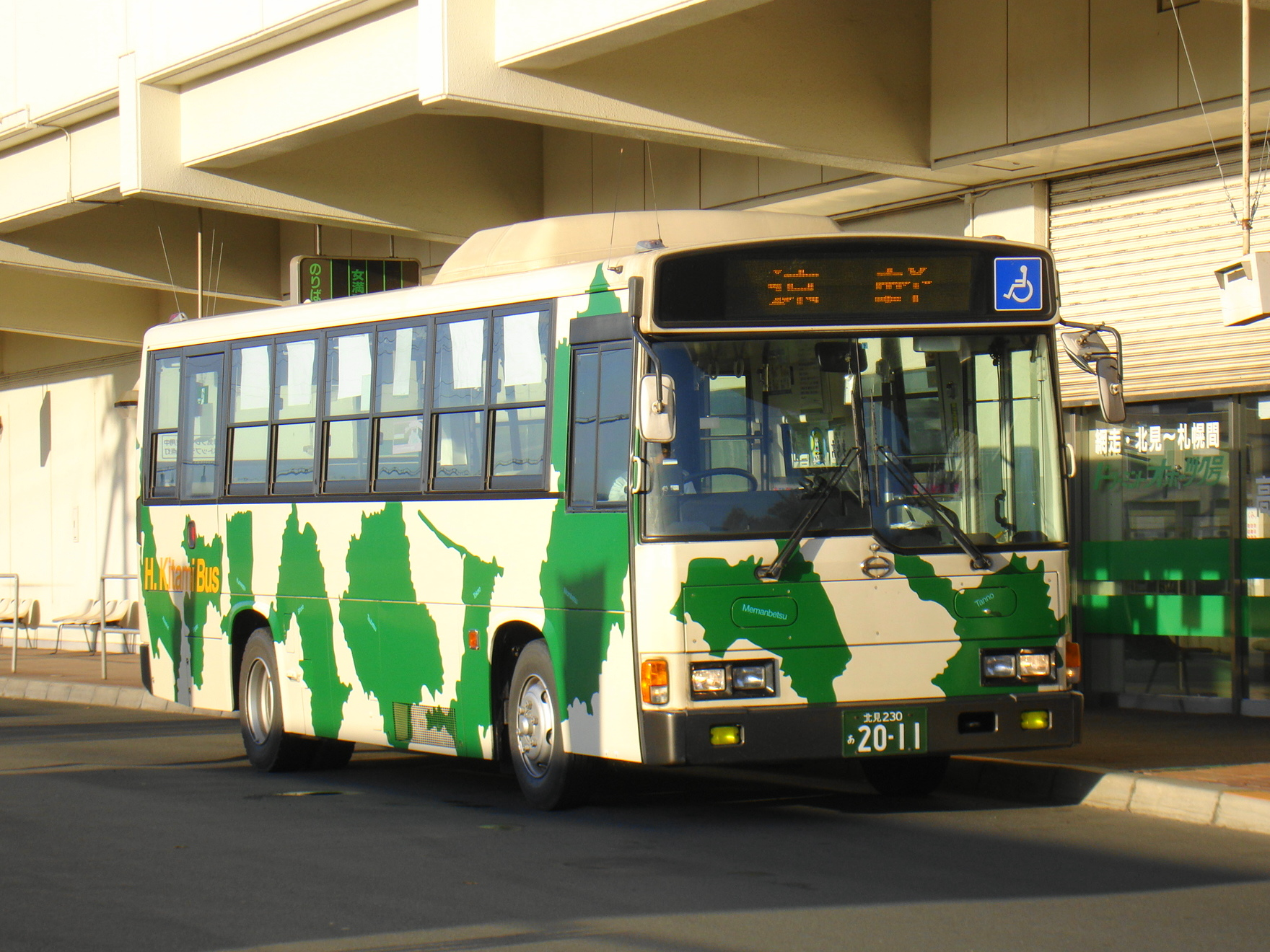
北見バスターミナルで発車を待つ遠軽行

- 遠軽 - 南町ビッグワン - 野上変電所 - 安国 - 豊原54号 - ちゃちゃワールド - 生田原 - 生田原小学校 - キララン清里

遠北線（遠軽 - 北見）廃止による遠軽町域内代替路線。遠軽行始発便のみ遠軽厚生病院が終着となる。
遠北線は1951年（昭和26年）2月8日に安国 - 留辺蘂間の免許を受け路線開設。沿線市町の運行補助金が増加したことから協議の結果2011年（平成23年）4月1日付で廃止となった。キララン清里 - 常紋入口 - 金華 - 旭2号線間の廃止区間は石北本線が並行しているため代替交通機関は設定されない。

#### 湧別線・紋別線
- 遠軽 - 遠軽中学校 - 開盛市街 - 上湧別 - チューリップ公園 - 中湧別文化センタートム - 湧別4号線 - 湧別 - 湧別漁協 - 川西 - 沼の上 - 小向 - 小向12線 - 八十士 - 小向7線 - オホーツク紋別空港[注 11] - オホーツク流氷公園 - 元紋別 - 南ケ丘3丁目 - 紋別

JR北海道名寄本線バス代行路線。小向12線 - 元紋別間は新八十士・紋別空港入口経由と八十士・一本松経由の2経路が運行されていたが、2005年（平成17年）10月1日に小向12号 - 紋別空港入口 - 元紋別間が廃止となった。2010年（平成22年）4月1日から現在の経路に変更され、小向7線 - 一本松 - 元紋別間が廃止されている。2011年（平成23年）5月1日より紋別空港ターミナルビル前に「紋別空港」停留所が、オホーツク流氷公園構内に「流氷公園」停留所が設置され、航空便発着時間帯・公園開門時間帯の乗り入れが開始された。
1962年（昭和37年）6月2日に四号線 - 紋別間の免許を受け北紋バスと相互乗り入れで運行を開始。名寄本線廃止により増発・停留所増設が行われた。同線バス代行引受事業者間の共通乗車制度方式により、北紋バスと名士バスが発行する回数乗車券、定期乗車券も利用できる。
同じく北紋バスと相互乗り入れで、北見 - 遠軽 - 紋別間に急行紋別線も運行されていた。北見バス便は1996年（平成8年）9月2日に廃止され北見 - 遠軽と遠軽 - 紋別の普通便に振り替えられた。北紋バス便は引き続き運行されたが2009年（平成21年）4月1日に廃止されている。

#### 遠軽町内循環線
- 遠軽 - 西町診療所 - えんがる温水プール - いわね団地 - 遠軽高校 - 遠軽 - 遠軽厚生病院 - 学田団地中央 - 遠軽卸売市場 - シティえんがる - 遠軽

住宅地が郊外へ膨らみ、西町方面の一部区間は遠軽町営バス瀬戸瀬温泉線の途中折り返し系統を増発したが捌き切れず、新たなバス路線の運行要望が高まったことを受けて1983年（昭和58年）11月1日に運行開始。町内を8の字に循環する。

### 主な休廃止路線

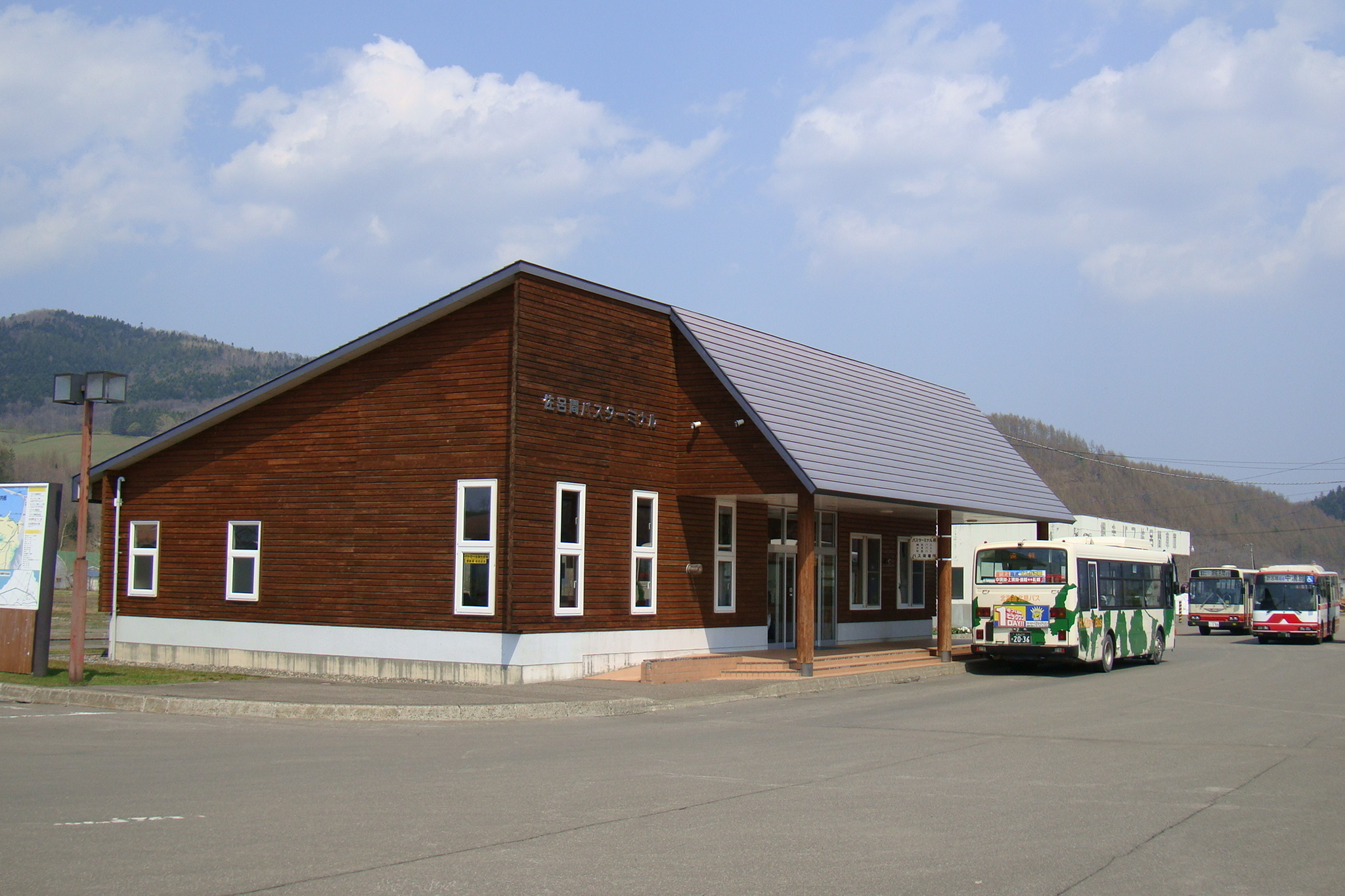
佐呂間町乗り入れ時（2009年5月）

上武利線、瀬戸瀬温泉線、上丸線、十五粁線、向遠軽線、六郷山線、丸瀬布線、白滝温泉線、支湧別線、上芭露線、遠佐線
遠軽町営バスを参照。
東芭露線、若佐線、三里浜線、富美線
湧別町営バスを参照。
相生線、開成線、上里線、（旧）陸別線、二又線、阿寒線、恩根線
津別町営バスを参照。開成線は「開成・津別線」として2012年（平成24年）10月1日より北海道北見バスが運行。
富武士線、幌岩線、若佐線、サロマ湖観光線、栃木線、佐常線、佐呂間線
佐呂間町ふれあいバスを参照。佐常線の一部は常呂町営バス（現・北見市営バス）が引き継ぐ。北見 - 留辺蘂 - 佐呂間 - 常呂 - 北見の循環線も運行されていた。
常呂築港線、栄浦線
常呂築港線は網走バス常呂線の常呂築港経由で代替されたが1987年（昭和62年）3月20日に廃止されている。栄浦線は1974年（昭和49年）4月10日に廃止され、常呂町営バス（現・北見市営バス）が引き継ぐ。
秋田線
- 留辺蘂 - 秋田 - 置戸 - 柘植

1951年（昭和26年）2月14日免許。
北見帯広線
- 北見・置戸 - 陸別 - 足寄・帯広（十勝バス、北海道拓殖バスと共同運行）

1993年（平成5年）12月23日に臨時バスとして運行開始。北海道拓殖バスは2005年（平成17年）度夏期の運行をもって撤退し同年度の年末年始は2社で運行されたが、ふるさと銀河線代替バスの運行開始に伴い廃止された。
東藻琴線
- 美幌 - 開陽 - 千草 - 東藻琴

1951年（昭和26年）2月8日免許。1962年（昭和37年）10月18日には網走交通が路線開設。網走交通の北見線（東藻琴 - 美幌 - 北見）は2001年（平成13年）4月1日に美幌までに短縮となり、美幌線は2004年（平成16年）5月1日に廃止されている。
嘉多山線
- 美幌 - 住吉 - 嘉多山 - 卯原内

1952年（昭和27年）5月22日免許、1967年（昭和42年）5月廃止。
豊岡線
- 美幌 - 豊岡

美幌町営バスが引き継いだ後、スクールバス一般混乗化。
日甜線
- 美幌 - 日甜

（旧）美幌高校線
- 美幌 - （旧）美幌高校

商業高校線
- 北見 - 端野 - 北見

若松線
- 北見 - 風の子公園 - 南小学校 - 北見老人ホーム - 川東神社 - 川東8号線 - 川東神社 - 北見老人ホーム - フラワーパラダイス - 若松小学校 - 若松湧水（旧・競馬場入口） - 若松休養村センター

往路の一部便は川東を経由しない。復路は始発便が川東8号線発北見行で運行され、若松発は全便経由しない。
野付牛自動車では北見 - 若松 - 最上 - 津別の路線として運行されていたほか、北見 - 若松 - 栄森 - 美幌や北見 - 川東 - 端野の路線も運行されていた。津別までの路線は統合時休止対象路線となり、戦後開成経由と美幌経由が開設されたが若松経由は再開されなかった。美幌までの路線は若松 - 栄森間を廃止し北見 - 若松と美幌 - 栄森に分離した後に美幌側も廃止。川東 - 端野間は協和経由も運行されていた。
2012年（平成24年）12月10日から北見市によるコミュニティバス試験運行により運行休止となっていたが、同コミュニティバスの本格運行に伴い、2013年（平成25年）9月30日をもって運行を終了。
厚和線
- 温根湯 - 温根湯農協 - 滝湯温泉 - 大和小学校 - 厚和

1944年（昭和19年）6月23日に温根湯 - 伊頓武華鉱山二又までの免許を受け伊頓武華線を開設。鉱山閉山によるイトムカ地区無住化により厚和までに短縮されている。2012年（平成24年）10月1日より温根湯市街地の運行経路が変更された。
2015年（平成27年）4月1日より北見市のスクールバスの住民利用の実証運行開始に伴い運休となり、2017年（平成29年）4月1日からのスクールバス本運行に伴い廃止となった。
瑞穂線
- ラルズマート留辺蘂店 - 留辺蘂 - 丸山 - 瑞穂小学校 - 花園会館 - 花園駅逓

2010年（平成22年）10月1日運行開始。同日に廃止された佐呂間線（留辺蘂 - 佐呂間）の留辺蘂地域内代替路線。
2018年（平成30年）4月1日より北見市のスクールバスの住民利用の実証運行開始に伴い休止。
北陽線
- 北見 - 2条通 - 北見郵便局 - 藤学園 - 美山中央 - 美山北 - 大正入口 - 上仁頃入口 - 大曲経由/上仁頃経由 - 仁頃町 - 美里入口 - 北陽

1962年（昭和37年）10月18日仁頃 - 北陽間免許。2023年（令和5年）4月1日廃止。北見 - 仁頃町間は常呂線の経路変更で代替される。

## 貸切バス
貸切バス事業は、北見・釧路・帯広・札幌の各運輸支局管内での発着が認められている。道東地区事業者10社で組織する東北海道貸切バス事業協同組合 (BUS CENTER)に加盟している。

## 車両
いすゞ、UDトラックス（旧:日産ディーゼル）、日野、三菱を導入。2006年（平成18年）にはふるさと銀河線廃止代替用としてエルガ、ブルーリボンⅡが導入されている。都市間車は三菱製が多く、一部で日野製が使われる。
一般路線車は白色に沿線の市町村のシルエットを緑色で配した通称「牛カラー」、都市間車は東急マーキュリーカラーであったが、2008年（平成20年）よりドリーミントオホーツク号用の車両は新型エアロクィーンのサンプルカラーをベースとした新塗装に変更されている。女満別空港線用のリムジンバス仕様車は引き続き東急マーキュリーカラー、貸切車はスーパーハイデッカー車に東急マーキュリーカラー、ハイデッカー車にBUS CENTERカラーが使われている。
保有する路線バス車両97台。国土交通省基準適合車両（低床車両）は、ノンステップバスとワンステップバス両者の車内段差の有無や座席の使い易さなど長短所を総合的に勘案し、ワンステップバスを導入する傾向が強くなっている。貸切バス車両は11台保有する。

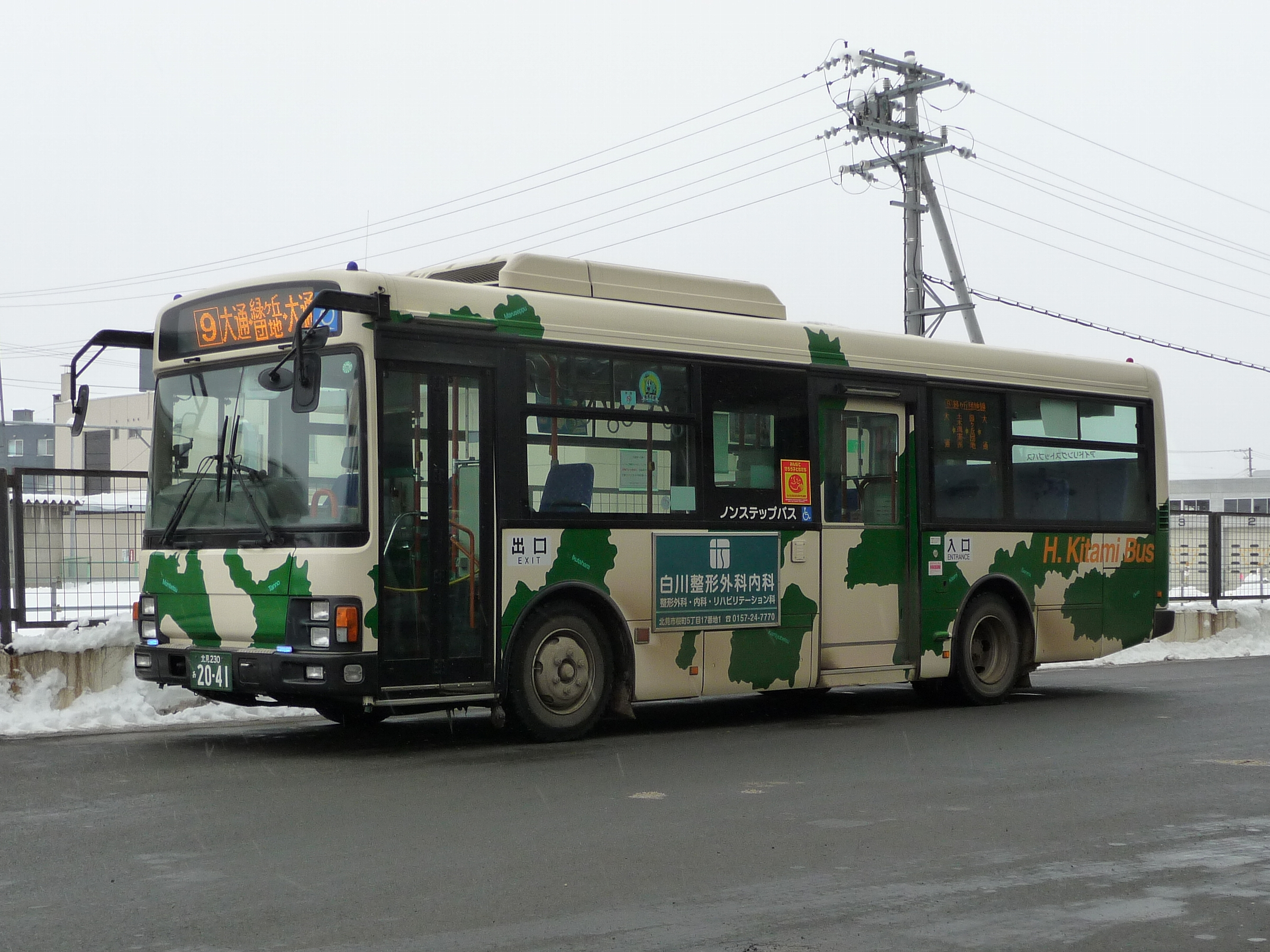
路線車旧標準塗装 通称「牛カラー」
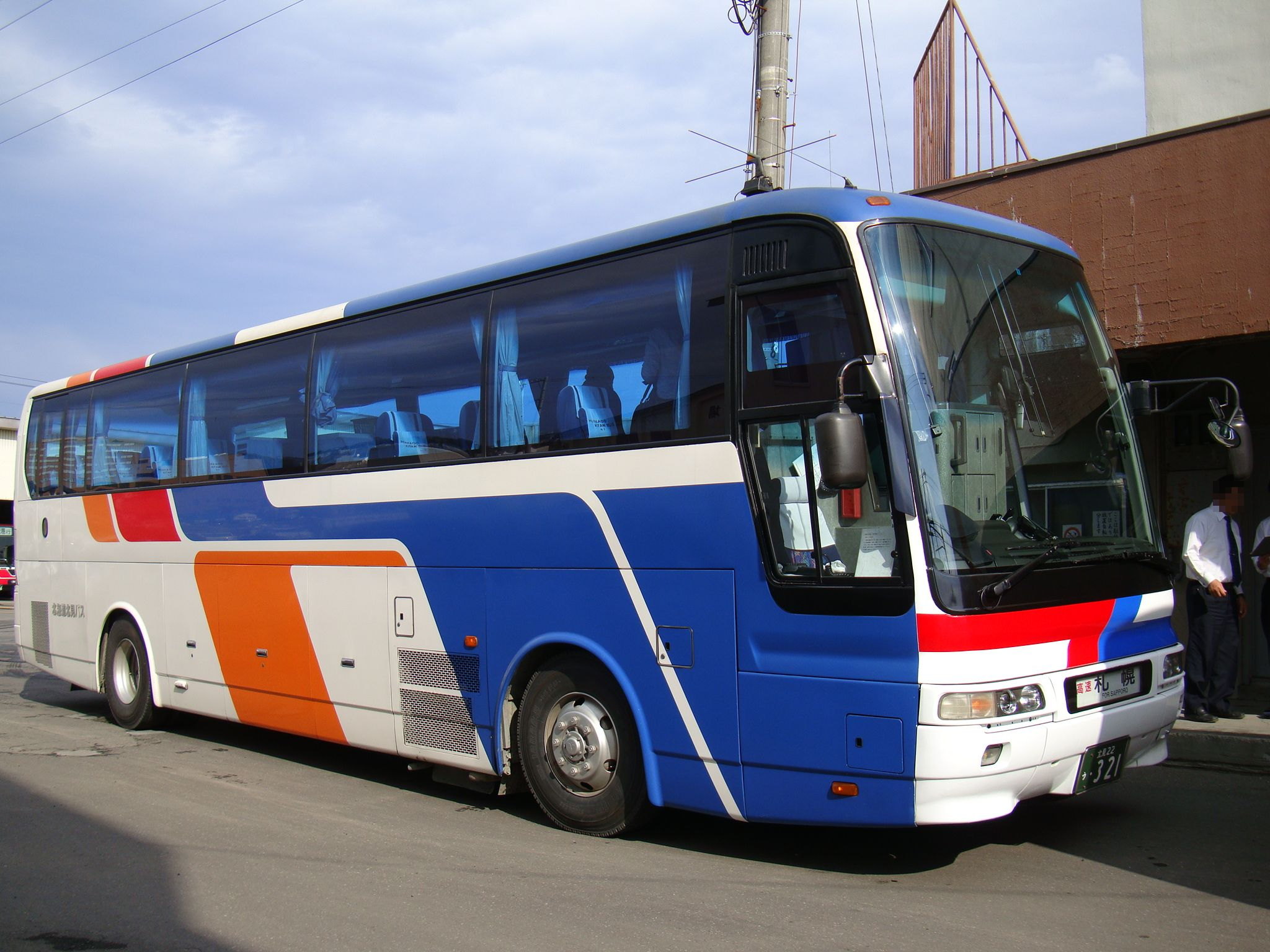
都市間車東急マーキュリーカラー
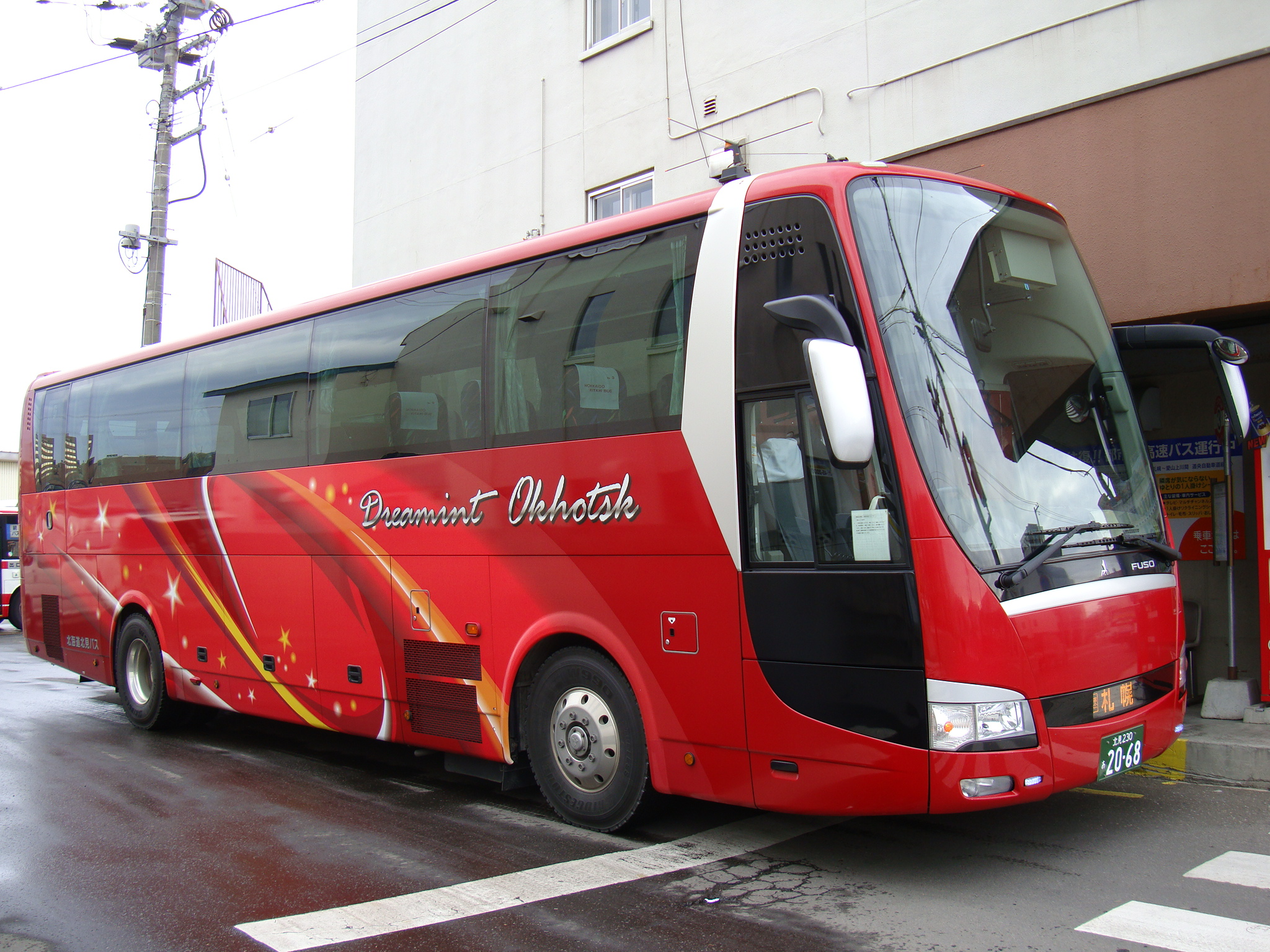
2008年から2021年頃までのドリーミントオホーツク号
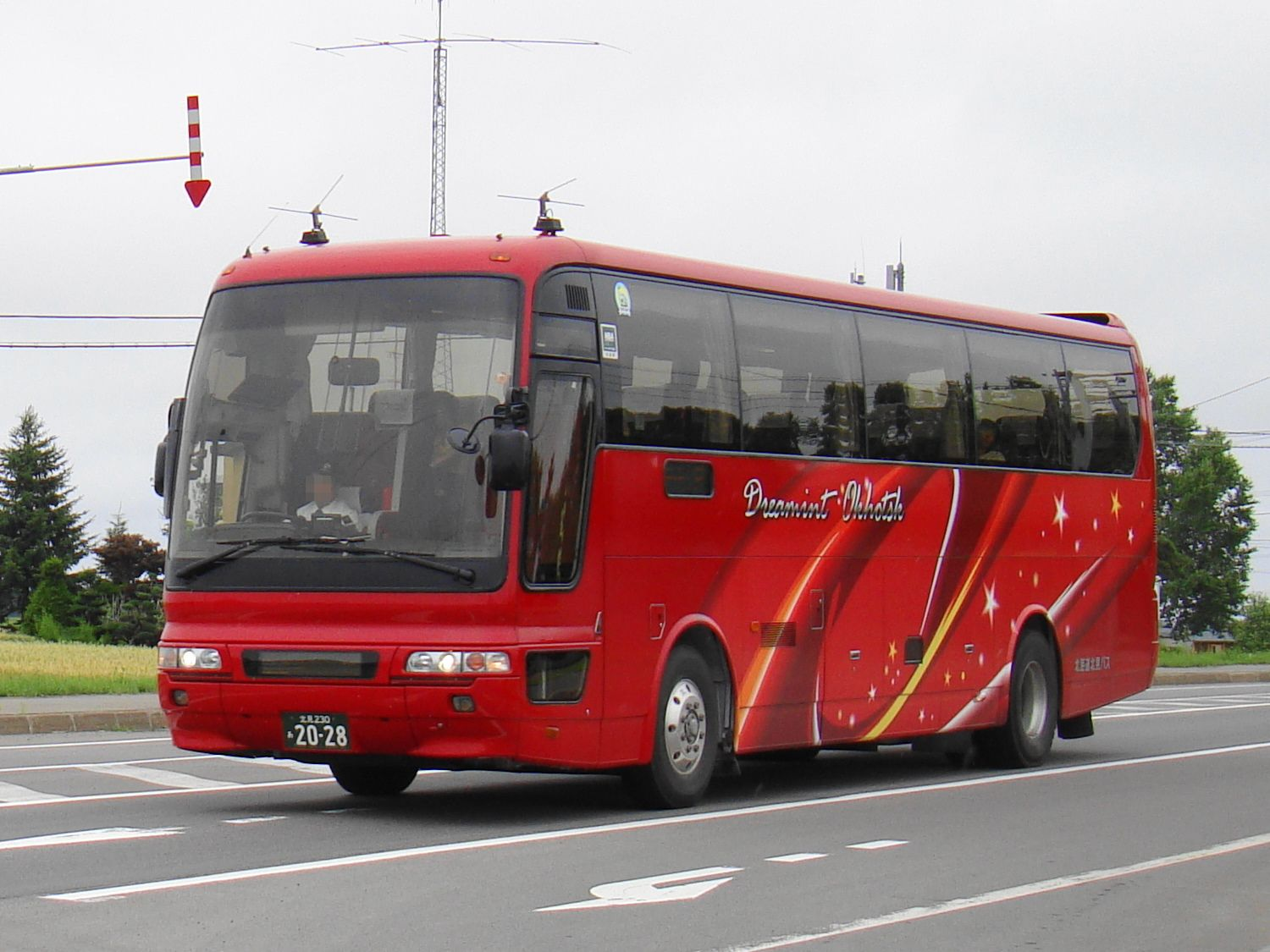
一部車両は塗り替えられている
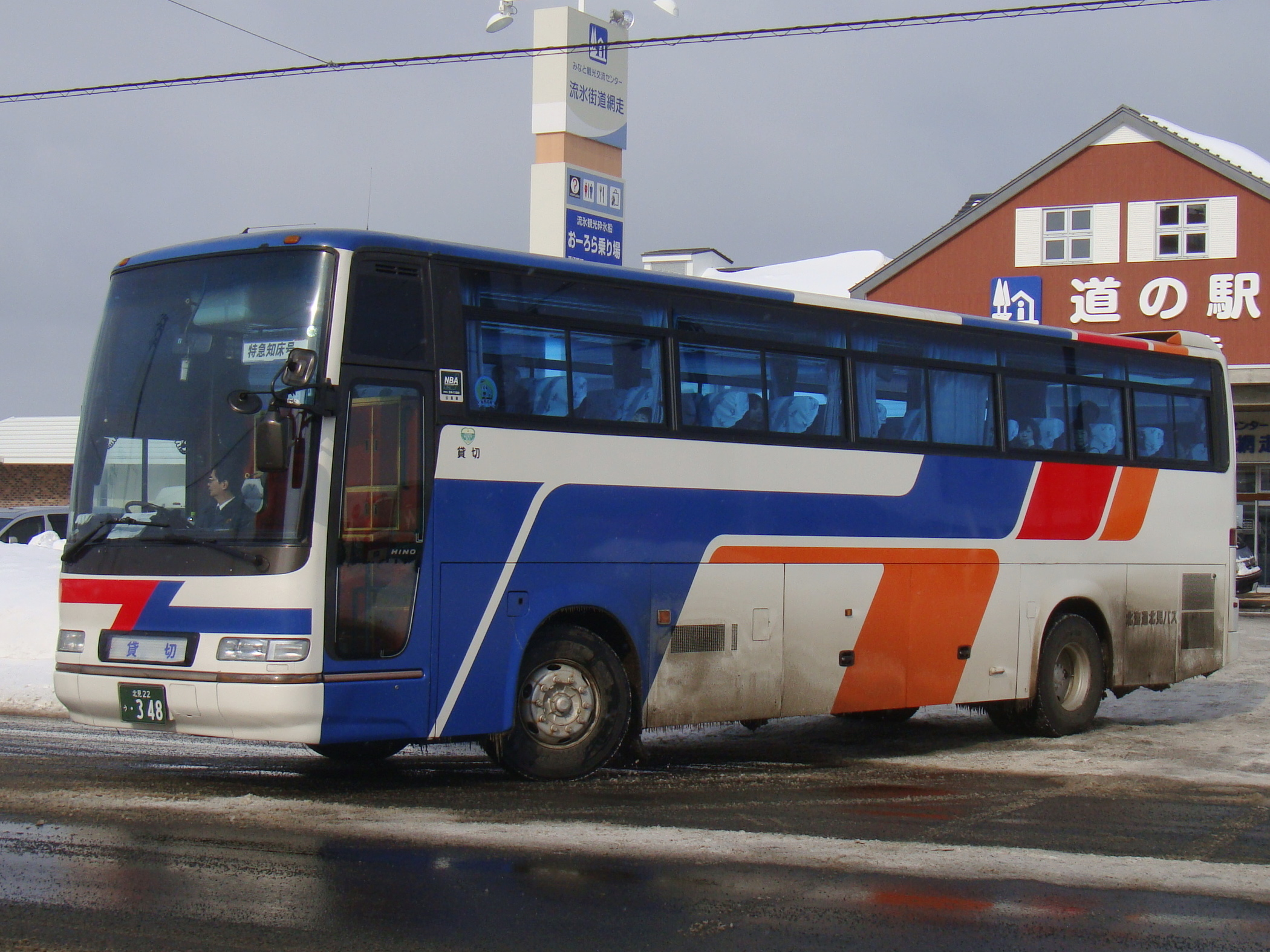
貸切バス東急マーキュリーカラー
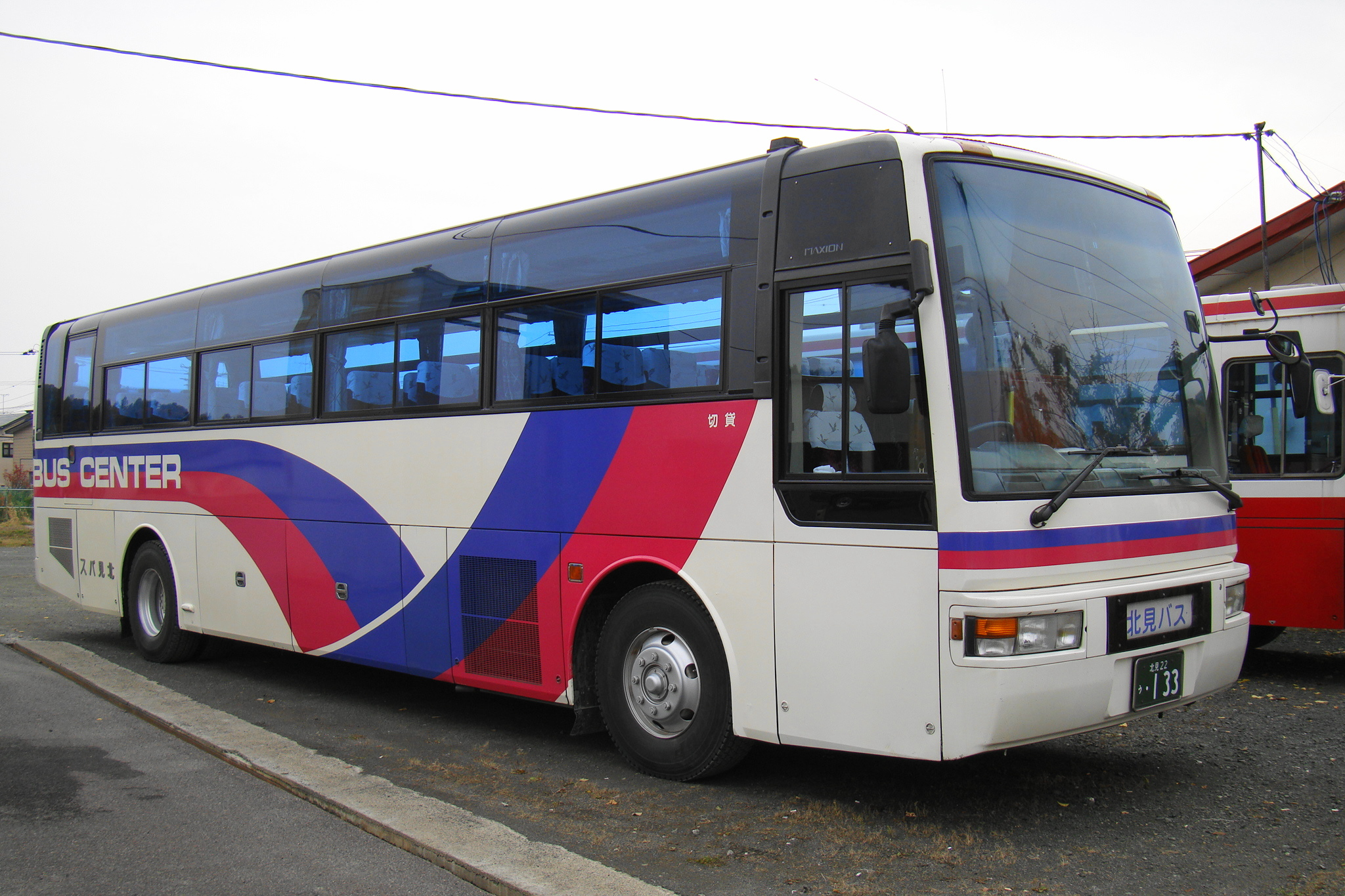
貸切バスBUS CENTERカラー

自社発注車両も多いが、東急バスや西武バスなどからの譲渡車も多く導入されている。

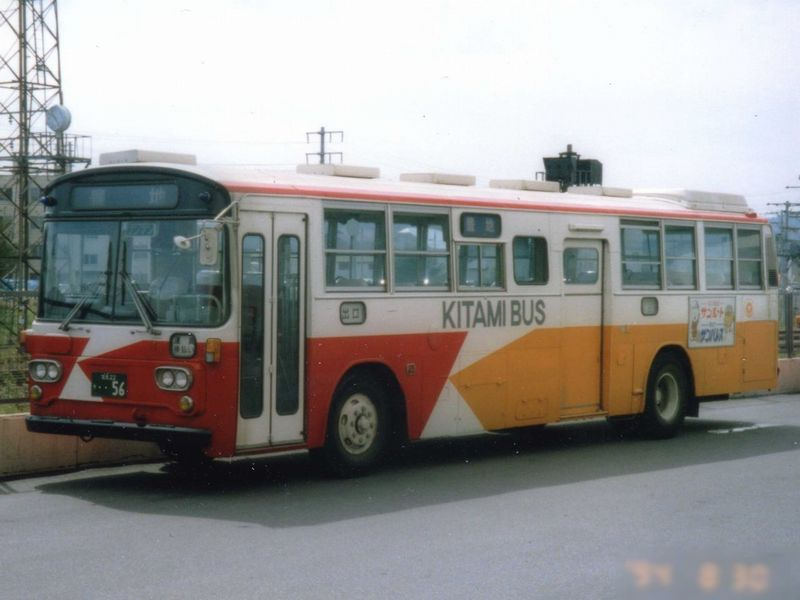
元神奈川中央交通の車両
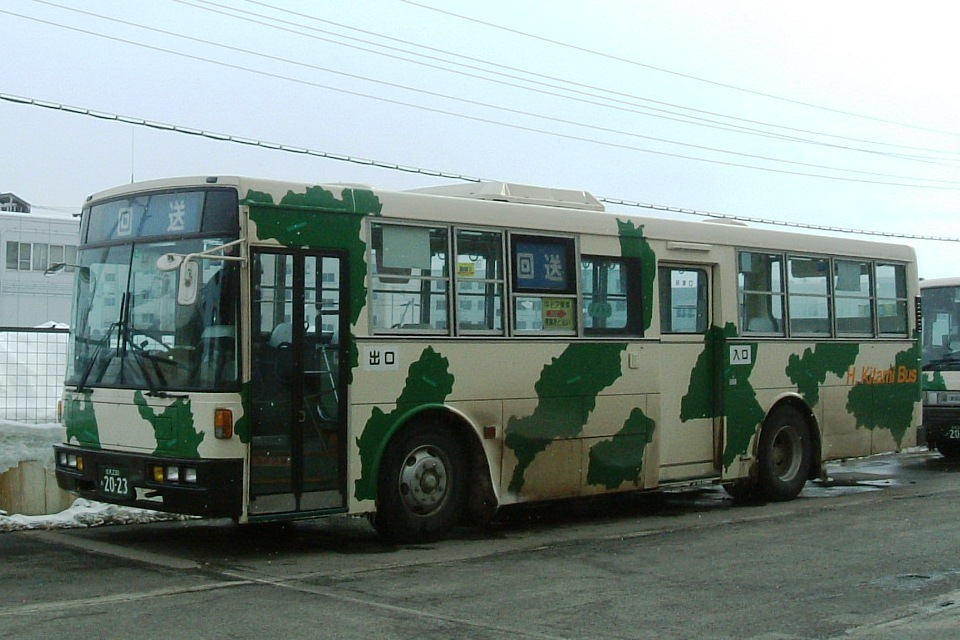
元西武バスの車両
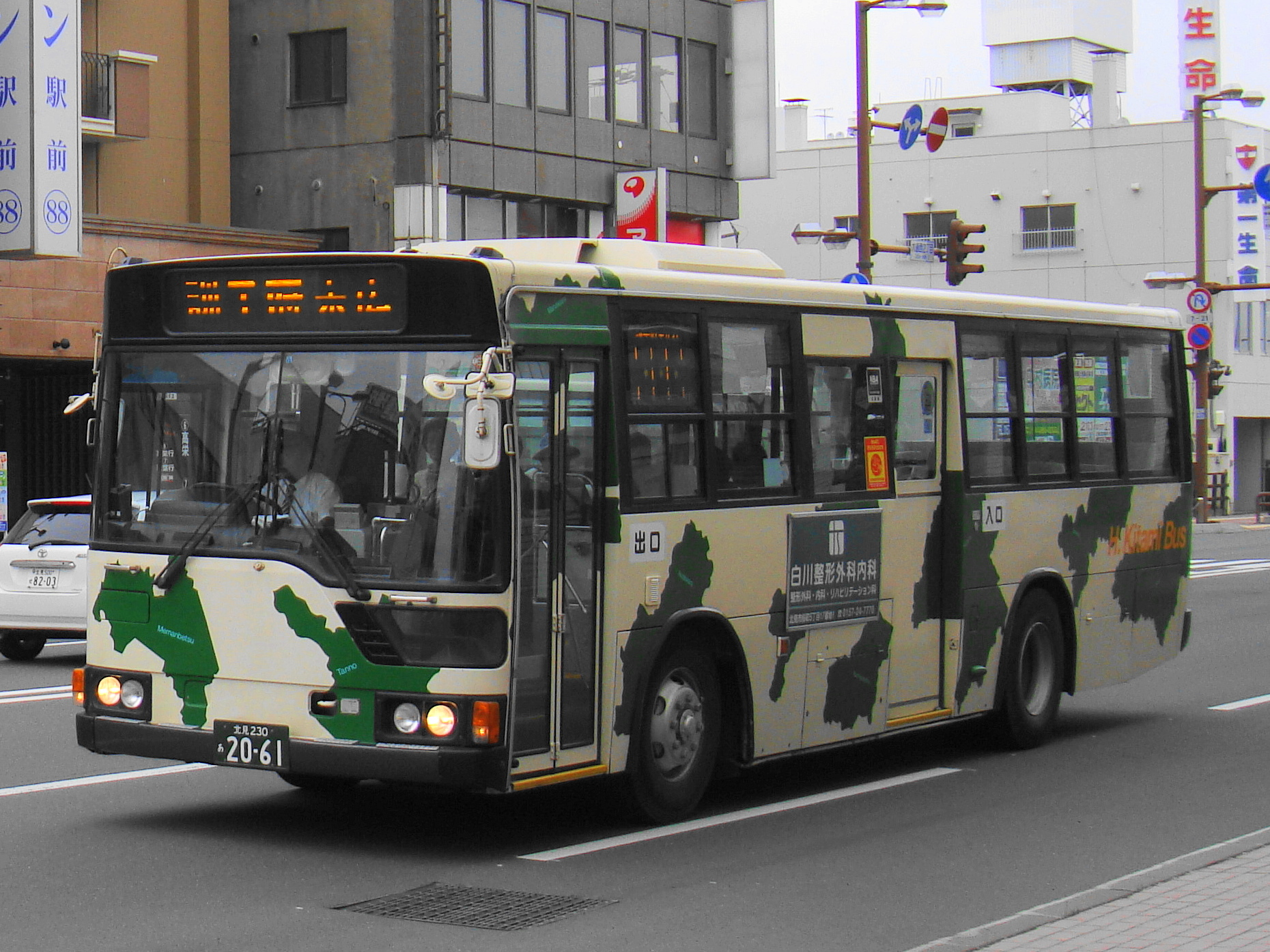
元東急バスの車両
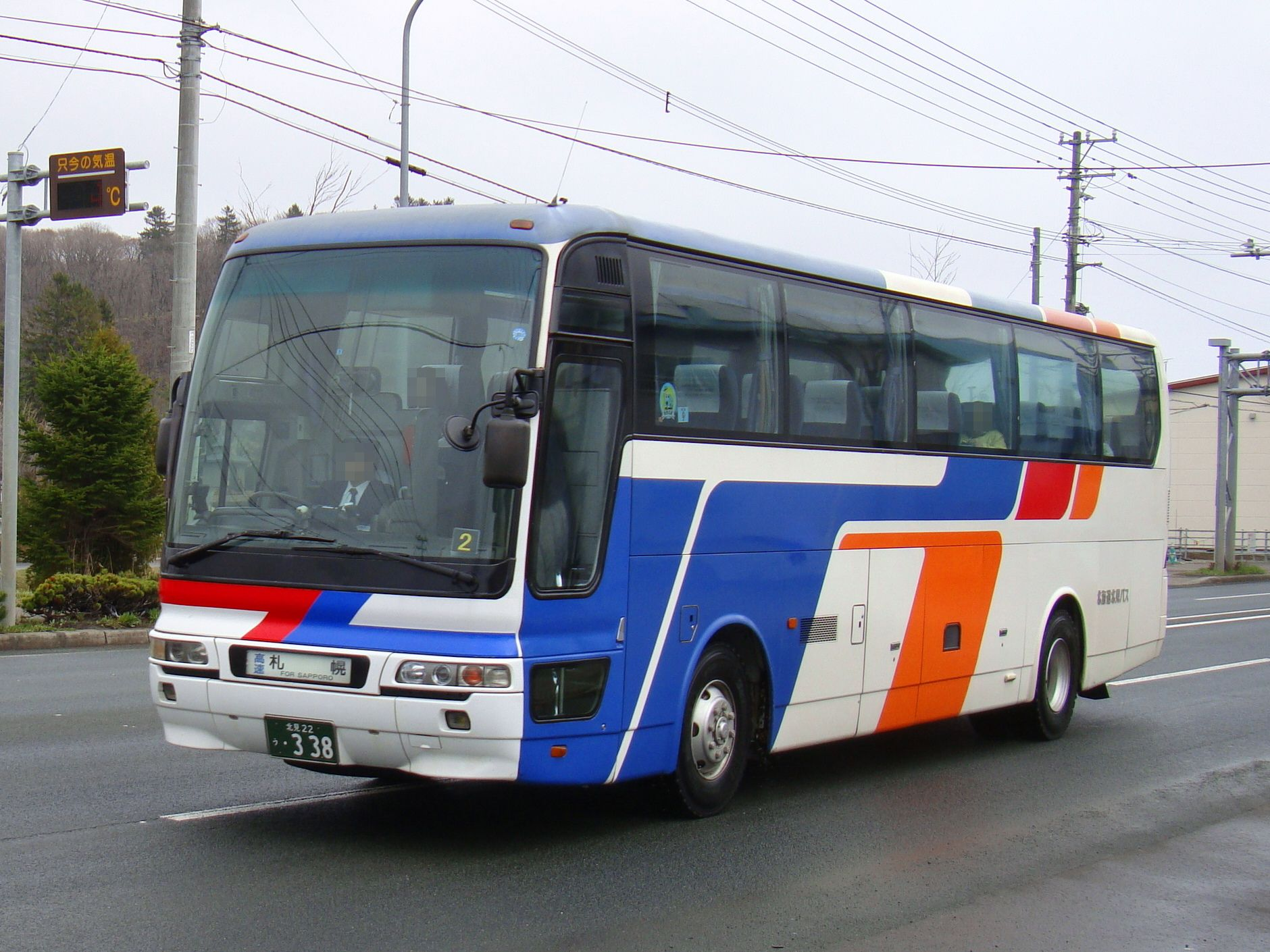
元東急バス「ミルキーウェイ」車両
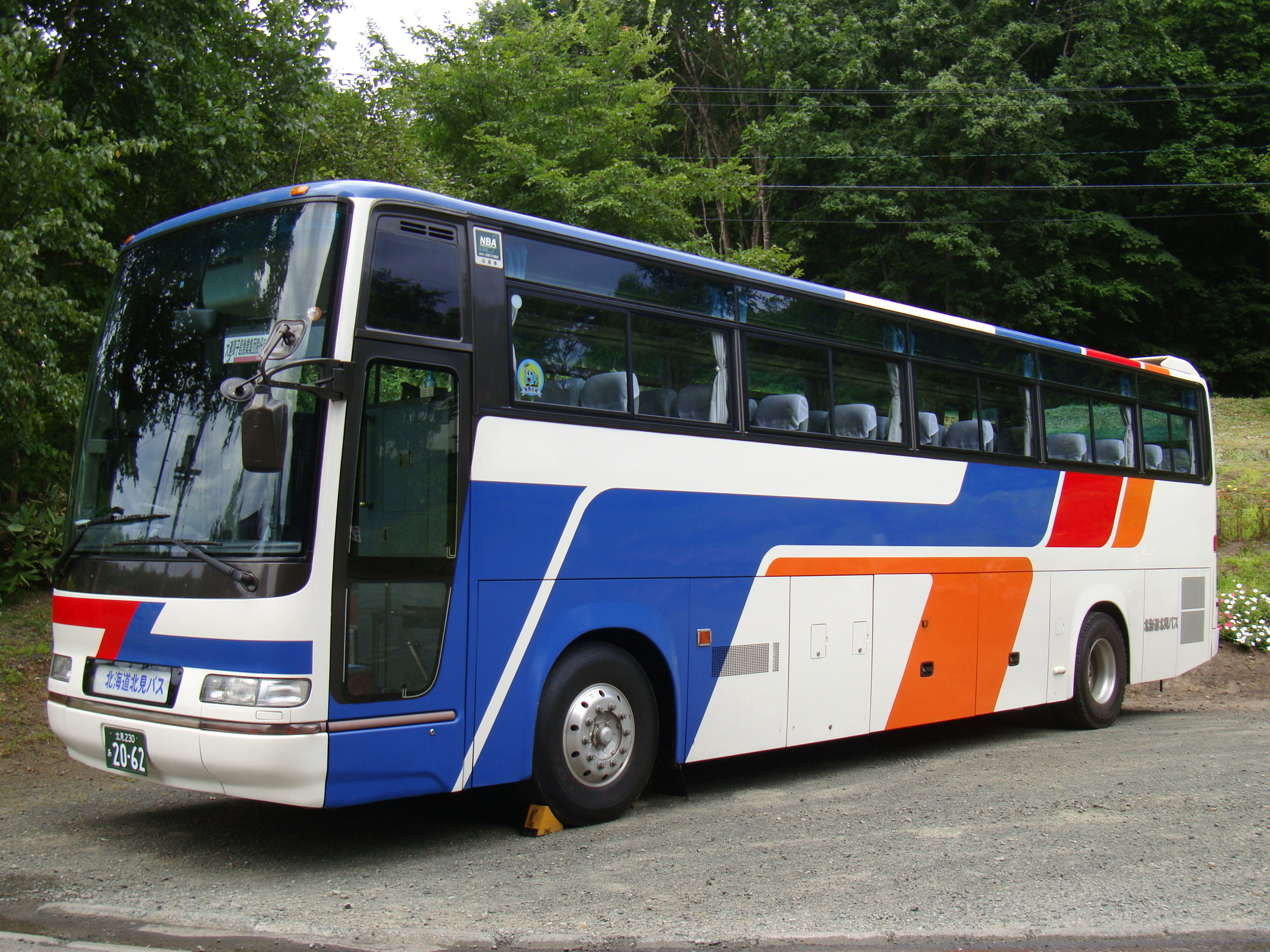
元京阪バスの車両